# 女超人角色列表
本列表關2015年劇集《女超人》的角色列表。由製片人葛雷格·波蘭提、艾莉·安德勒和安德魯·克瑞斯伯格合作開發，于2015年10月26日在CBS首播的电视剧。劇集由梅莉莎·班諾伊來飾演卡拉·佐-艾爾／女超人，主要角色中也包括麥卡德·布魯克斯、凱樂·利、傑雷米·喬丹、大衛·哈伍德與卡莉絲塔·佛克哈特，而角色中也會包含一些從DC漫畫中所改編的角色或反派。

## 人物總覽

### 主要演員
| 演員                     | 人物                             | 登場季數        | 登場季數        | 登場季數        | 登場季數        | 登場季數        | 登場季數        |
| 演員                     | 人物                             | 1               | 2               | 3               | 4               | 5               | 6               |
| 主要演員                 | 主要演員                         | 主要演員        | 主要演員        | 主要演員        | 主要演員        | 主要演員        | 主要演員        |
| ------------------------ | -------------------------------- | --------------- | --------------- | --------------- | --------------- | --------------- | --------------- |
| 梅莉莎·班諾伊            | 卡拉·佐-艾爾／卡拉·丹佛斯 女超人 | 主演            | 主演            | 主演            | 主演            | 主演            | 主演            |
| 麥卡德·布魯克斯          | 詹姆斯·奧爾森 守護者             | 主演            | 主演            | 主演            | 主演            | 主演            | 客串            |
| 凱樂·利                  | 艾莉絲·丹佛斯 守衛               | 主演            | 主演            | 主演            | 主演            | 主演            | 主演            |
| 傑雷米·喬丹              | 溫·肖特                          | 主演            | 主演            | 主演            | Does not appear | 客串            | 客串            |
| 大衛·哈伍德              | 喬恩·瓊茲 火星獵人               | 主演            | 主演            | 主演            | 主演            | 主演            | 主演            |
| 卡莉絲塔·佛克哈特        | 凱特·葛蘭特                      | 主演            | 常設            | 客串            | Does not appear | Does not appear | 客串            |
| 克里斯·伍德              | 蒙艾                             | Does not appear | 主演            | 主演            | Does not appear | 客串            | 客串            |
| 芙蘿莉安娜·利瑪          | 瑪姬·索耶                        | Does not appear | 主演            | 常設            | Does not appear | Does not appear | Does not appear |
| 凱蒂·麥克格雷斯          | 莉娜·路瑟                        | Does not appear | 常設            | 主演            | 主演            | 主演            | 主演            |
| 奧黛特·安納布爾          | 莎曼珊·艾莉亞斯 主宰             | Does not appear | Does not appear | 主演            | Does not appear | 客串            | Does not appear |
| 傑西·拉斯                | 奎羅·「布萊尼」·道斯 魔神腦五號  | Does not appear | Does not appear | 常設            | 主演            | 主演            | 主演            |
| 山姆·維特威              | 班·洛克伍德 自由使者             | Does not appear | Does not appear | Does not appear | 主演            | 客串            | Does not appear |
| 妮可·梅因斯              | 妮雅·納爾 夢境者                 | Does not appear | Does not appear | Does not appear | 主演            | 主演            | 主演            |
| 愛普·帕克·瓊斯           | 蘿倫·海莉                        | Does not appear | Does not appear | Does not appear | 主演            | Does not appear | Does not appear |
| 雅姿·塔斯費              | 凱莉·奧爾森 守護者               | Does not appear | Does not appear | Does not appear | 常設            | 主演            | 主演            |
| 安卓莉亞·布魯克斯        | 伊芙·泰絲馬克                    | Does not appear | 常設            | 常設            | 常設            | 主演            | 客串            |
| 茱莉·鞏瑟羅              | 安卓莉亞·羅哈斯 黑暗天使         | Does not appear | Does not appear | Does not appear | Does not appear | 主演            | 主演            |
| 史塔茲·尼爾              | 威廉·戴                          | Does not appear | Does not appear | Does not appear | Does not appear | 主演            | 主演            |
| 佩塔·薩金特              | 妮可西                           | Does not appear | Does not appear | Does not appear | Does not appear | Does not appear | 主演            |
| 常設演員                 |                                  |                 |                 |                 |                 |                 |                 |
| 勞拉·貝楠蒂埃莉卡·杜蘭斯 | 奧若拉·佐-艾爾                   | 常設            | 客串            | Does not appear | Does not appear | Does not appear | Does not appear |
| 勞拉·貝楠蒂埃莉卡·杜蘭斯 | 奧若拉·佐-艾爾                   | Does not appear | Does not appear | 常設            | Does not appear | 客串            | Does not appear |
| 勞拉·貝楠蒂              | 奧絲特拉·銀-澤                   | 常設            | Does not appear | Does not appear | Does not appear | Does not appear | Does not appear |
| 羅伯特·甘特傑森·貝爾     | 佐-艾爾                          | 客串            | 客串            | Does not appear | Does not appear | Does not appear | Does not appear |
| 羅伯特·甘特傑森·貝爾     | 佐-艾爾                          | Does not appear | Does not appear | Does not appear | Does not appear | Does not appear | 常設            |
| 海倫·史萊特              | 伊莉莎·丹佛斯                    | 常設            | 常設            | 客串            | 客串            | 客串            | 客串            |
| 狄恩·肯恩                | 傑瑞麥·丹佛斯                    | 常設            | 常設            | Does not appear | Does not appear | Does not appear | Does not appear |
| 彼得·法辛納利            | 麥斯威爾·羅德                    | 常設            | Does not appear | Does not appear | Does not appear | Does not appear | Does not appear |
| 珍娜·戴溫·泰坦           | 露西·蓮恩                        | 常設            | Does not appear | Does not appear | Does not appear | Does not appear | Does not appear |
| 葛倫·莫肖爾              | 山姆·蓮恩                        | 常設            | Does not appear | Does not appear | Does not appear | Does not appear | Does not appear |
| 克里斯·萬斯              | 諾恩                             | 常設            | Does not appear | Does not appear | Does not appear | Does not appear | Does not appear |
| 布莉特·摩根              | 萊絲莉·威利斯 電女郎             | 常設            | 客串            | 客串            | Does not appear | Does not appear | Does not appear |
| 伊妲梨雅·瑞奇            | 席芳·史麥斯 銀女妖               | 常設            | Does not appear | Does not appear | Does not appear | Does not appear | Does not appear |
| 勞拉·范德沃特            | 靛青                             | 常設            | Does not appear | Does not appear | Does not appear | Does not appear | Does not appear |
| 布蘭妲·史壯              | 莉莉安·路瑟                      | Does not appear | 常設            | 客串            | 常設            | 常設            | 常設            |
| 伊恩·戈麥茲              | 史奈普·卡爾                      | Does not appear | 常設            | Does not appear | Does not appear | Does not appear | Does not appear |
| 琳達·卡特                | 奧莉維亞·瑪斯汀                  | Does not appear | 常設            | Does not appear | 客串            | Does not appear | Does not appear |
| 莎朗·莉爾                | 梅根·摩絲 火星小姐               | Does not appear | 常設            | 客串            | Does not appear | 客串            | 常設            |
| 譚金·默錢特              | 萊拉·史崔德                      | Does not appear | 常設            | Does not appear | Does not appear | Does not appear | Does not appear |
| 泰莉·海契                | 瑞雅                             | Does not appear | 常設            | Does not appear | Does not appear | Does not appear | Does not appear |
| 亞卓安·帕斯達            | 摩根·埃吉                        | Does not appear | Does not appear | 常設            | Does not appear | Does not appear | Does not appear |
| 艾瑪·特倫布雷            | 露比·艾莉亞斯                    | Does not appear | Does not appear | 常設            | Does not appear | Does not appear | Does not appear |
| 卡爾·朗布利              | 梅林·瓊茲                        | Does not appear | Does not appear | 常設            | 客串            | 客串            | Does not appear |
| 查德·洛                  | 湯瑪斯·科維爾                    | Does not appear | Does not appear | 常設            | Does not appear | 客串            | Does not appear |
| 安潔莉·潔                | 瑟琳娜                           | Does not appear | Does not appear | 常設            | Does not appear | 客串            | Does not appear |
| 艾米·傑克森              | 艾姆拉·艾汀 土星女孩             | Does not appear | Does not appear | 常設            | Does not appear | Does not appear | Does not appear |
| 蘿娜·米莎                | 梅西·葛雷夫絲                    | Does not appear | Does not appear | Does not appear | 常設            | Does not appear | Does not appear |
| 羅伯特·貝克              | 奧提斯·葛雷夫絲                  | Does not appear | Does not appear | Does not appear | 常設            | 客串            | 客串            |
| 安東尼·科納奇            | 雷蒙·詹森                        | Does not appear | Does not appear | Does not appear | 常設            | Does not appear | Does not appear |
| 布魯斯·巴克林納          | 菲爾·貝克                        | Does not appear | Does not appear | Does not appear | 常設            | Does not appear | Does not appear |
| 莎拉·史麥斯              | 莉蒂亞·洛克伍德                  | Does not appear | Does not appear | Does not appear | 常設            | Does not appear | Does not appear |
| 葛雷漢·維謝爾            | 喬治·洛克伍德                    | Does not appear | Does not appear | Does not appear | 常設            | Does not appear | Does not appear |
| 大衛·阿亞拉              | 曼徹斯特·布萊克                  | Does not appear | Does not appear | Does not appear | 常設            | Does not appear | Does not appear |
| 菲爾·拉瑪                | 馬勒菲克·瓊茲                    | Does not appear | Does not appear | Does not appear | 客串            | 常設            | Does not appear |
| 派蒂·艾倫                | 瑪格·莫瑞森                      | Does not appear | Does not appear | Does not appear | 客串            | 常設            | Does not appear |
| 米徹·佩勒吉              | 拉摩可汗                         | Does not appear | Does not appear | Does not appear | Does not appear | 常設            | Does not appear |
| 卡拉·布歐諾              | 葛曼妮                           | Does not appear | Does not appear | Does not appear | Does not appear | 常設            | 客串            |

## 主要人物
- 卡拉·佐-艾爾／卡拉·丹佛斯／女超人（Kara Zor-El / Kara Danvers / Supergirl；梅莉莎·班諾伊飾[3][4]，第1-6季主演，香港配音：黃昕瑜）

一名來自於氪星的24歲女孩，是超人的堂姊，原本肩負著守護自己堂弟的使命，但由於一場“意外”而直到多年後才到達地球。成年後生活於國際市，在凱特媒體企業擔任助理，隨後轉行為記者。12年來一直隱藏著身份，直到一次成功營救一架飛機後，開始獲得自信當上家喻戶曉的女英雄「女超人」 。在得知姐姐艾莉絲為超自然行動局探員後，開始和她與兩個好友詹姆斯和溫合作緝捕外星和人類罪犯。天性善良樂觀，堅信人性本善，盡她所能地去幫助任何有困難的人。後來結識同樣迫降至地球的達薩姆星王子蒙艾，和他相處後成為一對不可分割的情侶，但隨著蒙艾的父母反對導致地球險些被佔據等等事情，迫使蒙艾必須永遠離開她與地球。對此承受巨大打擊而險些自暴自棄，直到在家人和朋友們的關心下才撫平，但後來蒙艾從三十一世紀的未來回歸到現今，還跟艾姆拉·艾汀結婚，使她的心理創傷加重而在對抗滅世者的戰役中幾度落敗，經過引導而走出創傷的她經過蒙艾的訓練打敗所有滅世者，進一步跟蒙艾化解過去嫌隙。在人類和外星人之間的衝突裡，使她面臨以往從未遇過的一連串麻煩和挫折，甚至在紅色之女的出現以及受雷克斯·路瑟設計而變成全民公敵。隨後暫時以記者執筆的方式繼續奮鬥，在親朋好友的陪伴下最終戰勝雷克斯和其他敵人，得以讓自己挽回名聲、化解人類和外星人兩方恩怨，同時榮獲普利策獎。但她由於長時間對好友莉娜隱瞞身份，還未知莉娜被雷克斯告知真相，無意間將無法再承受背叛的莉娜逼入黑暗。直到莉娜最終想通、回到她身邊給予幫助，與她攜手共戰擊退強大的利維坦。在對抗雷克斯時被他關入幻影區囚禁一段時間，得以重逢本應死去多年的父親，直到被艾莉絲一行人救出而團圓。然而回歸現實卻面臨著選擇繼續英雄使命或是接納正常生活的兩難困境，加上在幻影區中樹立的敵人妮可西同樣來到現實、乃至與雷克斯結盟攜手作亂，面對難上加難的她最終在同伴與家人的互助下取勝。經此一役而正式隱退，在復職的導師凱特的協助下公開身份、放下披風而擔任凱特企業的新聞總編輯。
- 少女時期由瑪麗娜·魏斯曼飾演，第三季開始改由伊莎貝拉·維多維奇飾演。
- 班諾伊在第四季同時扮演紅色之女（Red Daughter）：卡拉在接觸黑氪石後無意間分離出來的分身，她首次出現在卡茲尼亞，被當地軍方收留並教導有關知識。九個月下來，她的存在一直不為人知，主要是被雷克斯·路瑟隱藏起來、經他的手訓練而成，一度冒充女超人名義而襲擊白宮以玷污其名聲。將雷克斯視為親人一般，也因此誤信他而最終被囚禁，她逃出後選擇保護卡拉免受雷克斯傷害，臨死前將所有超能力傳導給卡拉而消失。

- 詹姆斯·奧爾森／守護者（James Olsen / Guardian；麥卡德·布魯克斯（英语：Mehcad Brooks）飾[4][7]，第1-5季主演，第6季客串，香港配音：陳卓智）

《星球日報》前攝影師，曾因超人的照片而獲得普利策獎，後被曾為同事的凱特挖角到「凱特國際媒體」擔任藝術總監。為克拉克的好友，受他之托照看卡拉，除了攝影師以外還是搏擊高手。搬到國際市是因為其離開前未婚妻露西，但在露西來到國際市後，偶然下與她復合，但也和露西與卡拉陷入三角關係。當凱特離職後，精通新聞業的他接任總裁位置。為了紀念在戰爭中犧牲的父親，決定一起為世界出力而當上蒙艾面英雄「守護者」，和溫作為搭檔而組成團隊。守護城市一段時間下來，幾次因為受到挫折而險些放棄使命，一直到他結交上莉娜並成為情侶後，經過幾分考慮之下對媒體公開他是守護者的實情。但他有時過於獨斷專行，跟莉娜意見不合之下最終以分手收場。在雷克斯·路瑟安排下被槍擊而性命不保，靠莉娜開發出黑氪石解藥而痊愈傷勢，在藥物影響下獲得超能力，一度因兒時創傷而險些造成超能力失控，直到受妹妹凱莉陪伴之下才走出陰影。他冒險承受住藥物副作用而幫助女超人擊退敵人，雖然靠莉娜的技術抽取出體內藥物，一度導致右眼失明。之後因莉娜將企業賣給安卓莉亞·羅哈斯，他失去總編職位以及理念不合而辭職。最後得知自己的家鄉小鎮受貪腐壓榨，讓他找到使命而正式搬離國際市，買下當地報社擔任出版人，以媒體力量進行對抗，僅在需要時會返回國際市援助家人。
- 艾莉珊卓·「艾莉絲」·丹佛斯／守衛（英语：Alex Danvers）（；凱樂·利飾[8]，第1-6季主演，香港配音：鄭麗麗）

卡拉無血緣關係的姐姐，但和卡拉的感情極為要好，是卡拉搬到地球後的最佳知己。為人強悍熱心、一絲不苟，秘密在超自然行動局身兼資深探員與科學家兩職，在卡拉得知其工作的內幕後，開始與卡拉攜手合作打擊犯罪。自從遇見瑪姬·索耶後，她逐漸感覺到自己也是一個潛在的女同性戀，出櫃後和瑪姬越走越近乃至和她成為一對情侶。本深愛著瑪姬，之後甚至定下婚約，但因為想要孩子而和不想要孩子的瑪姬產生強大矛盾，最後選擇忍痛和她分手結束關係。一段時間下來都處於悲痛期，直到幫忙照顧莎曼珊的女兒露比後，讓她首次體驗到當媽媽的感覺而撫平悲傷陰影。隨著喬恩卸任局長位置，她接替行動局的領導工作，但很快開始面臨越來越多的重大案件乃至政府施壓。隨著新上司海莉開始全力調查女超人身份，使她被迫靠喬恩清除腦中對妹妹卡拉身份的記憶，跟卡拉的深厚感情也隨之改變。當她目睹女超人被紅色之女幾近打死時，因跟卡拉姐妹情深而恢復所有記憶，後來跟詹姆斯的妹妹凱莉發展為情侶關係。經過多元宇宙危機後，不滿她必須聽命於變成最高長官的雷克斯·路瑟，因此辭去局長職位讓給布萊尼擔任。從零開始為她帶來挑戰，之後傳來父親喪生的消息使她情緒幾近崩潰，一度靠沉溺於黑曜石虛擬現實中來尋找慰藉，直到受凱莉的引導而回到現實。此後不再選擇逃避，受喬恩協助獲得戰服、以及一副能變形成各種武器的萬能手套，得以化身「守衛」跟卡拉並肩作戰。與凱莉的戀愛關係慢慢發展為如膠似漆的地步，與她共同領養外星小女孩伊絲梅，乃至戰鬥結束後與她成婚。
- 少女時期由喬登·馬扎拉蒂飾演，第三季開始改由奧莉維亞·妮卡寧飾演。

- 小溫斯洛·「溫」·肖特（Winslow "Winn" Schott, Jr.；傑雷米·喬丹飾[10]，第1-3季主演，第5-6季客串，香港配音：巫哲棋）

凱特國際媒體的技術人員，有高超的電腦技術，卡拉的同事。雖然身為超級罪犯兼超人宿敵玩具人的親生兒子，但他為人非常善良，跟父親的罪過毫無瓜葛。曾經暗戀過卡拉很長時間，儘管一直不被她注意到，也是第一個被卡拉告知其身分的人。在背後幫助卡拉打擊罪犯，有設計服裝的天分的他而幫忙縫製卡拉的戰服，之後便轉行調去超自然行動局作為特務兼技術人員。經過滅世者戰役後，由於他的亞原子自身護盾的設計，在未來三十一世紀時的科技中起到重大作用，他被蒙艾在內的超級英雄軍團招募成為一份子，搬去未來世界時也結婚生下一個女兒。數年後，因多元宇宙危機隊現世造成的影響，一位來自另一宇宙的溫、其繼承玩具人身份並在現世引發混亂，導致身在未來的他也受到波及。為了拯救自己的未來，他被迫返回過去跟卡拉一行人並肩作戰。在這場戰役中偶然受到已故父親的協助，其去世前將意識上傳在虛擬世界中，被父親營救且打敗玩具人二世後對父親徹底改觀，隨後回去未來跟家人團圓。一直以來跟布萊尼保持聯繫，後來在對抗雷克斯·路瑟的戰鬥中從未來回歸，與卡拉一行人並肩作戰，並參加艾莉絲和婚禮。
- 喬恩·瓊茲／火星獵人（J'onn J'onzz / Martian Manhunter；大衛·哈伍德（英语：David Harewood）飾，第1-6季主演，香港配音：招世亮）

緑火星人的最後子民，經歷家人均喪生的滅族戰爭後流亡至地球躲藏將近300年，用變形能力偽裝成死去多年的漢克·亨肖，頂替他的身份掌管超自然行動局多年。因為對艾莉絲的父親傑瑞麥有恩，而將她招進行動局借此保護她。身份在一次意外時暴露，原本被人類軍隊敵視，直到和女超人一同拯救地球後才獲得赦免與認可。一直是行動局不可缺少的最強棟樑，對卡拉和艾莉絲而言猶如父親一般的人物。回去火星時偶然營救他還活著的父親梅林，將他接到地球生活直到他逝世，受父親生前傳授的記憶影響，退出行動局主管職位而讓給艾莉絲接替。此後開始走近從未接觸過的社會中，成為宣揚和平、幫助人類與外星人的私家偵探。全力阻止曼徹斯特·布萊克的暴行時，使他失控殺人後逐漸迷失自我，在幻覺裡受已故父親督促才開始找回自我，協助布萊尼和妮雅營救回被抓捕的外星人。事件過後突然遇見自己“從未遇過”的弟弟馬勒菲克，經過跟他多次衝突後，才得知弟弟投靠黑暗都是自己導致，在身邊夥伴的協助下成功挽回局面，盡全力勸降弟弟而最終得到他諒解，這讓他通過“考驗”而加入多元宇宙捍衛戰，乃至成功力挽狂瀾。此後建立屬於她們英雄的指揮塔作為總部，照顧卡拉等家人們直到最後，等到艾莉絲與凱莉結婚時，由從未來回歸的溫告知自己未來即將跟梅根結婚生子。
- 哈伍德在劇中同時扮演漢克·亨肖：超自然行動局的前總指揮，負責保護世界免受外星人侵害，做事一向人類至上，對外星人懷有極深的敵意。多年在捕獵喬恩·瓊茲的任務中被傑瑞麥·丹佛斯制止並墜下山崖，而死後還是被為卡德摩斯組織工作的傑瑞麥救活，並改造成為機械超人來和女超人抗衡。

- 凱薩琳·J·「凱特」·葛蘭特（英语：Cat Grant）（；卡莉絲塔·佛克哈特飾[13]，第1季主演，第2季常設，第3、6季客串，香港配音：曾佩儀）

凱特國際媒體集團的創始者兼首任總裁，美國哈佛大學拉德克利夫學院畢業生，家喻戶曉的「媒體女王」。她是一名無所畏懼的女性主義家，同時也是個待人挑剔、刻薄的女老闆，卡拉的「女超人」之名也是她一手創造的名號。原來曾經是《星球日報》八卦專欄記者，後來自立門戶創建凱特媒體企業。在工作上對卡拉雖然比較苛刻，但有時會給她一點精神指導，之後決定離開凱特企業到別處去發展。許久之後在城市遭達薩姆星人佔領時再度現身，呼籲全市人民對侵略者進行反擊，在城市贏得戰爭後複職一段時間，但不久後還是離職並當上最新一任的白宮新聞秘書。她表面上裝作不知，其實早已知情卡拉是女超人。幾年後重新復出，身在哥倫比亞冒險的她遠程聯繫卡拉，提議她擔任自己的總編輯，並告知她自己知情其身份，最後仍給予她一點精神指導，進而讓卡拉做出隱退英雄使命的決定。
- 伊莉莎·海姆在第六季中扮演年輕時的凱特·葛蘭特。

- 蒙艾（英语：Lar Gand）（；克里斯·伍德飾，第2-3季主演[15][16]，第5-6季客串，香港配音：李凱傑）

來自達薩姆星的王子，從母星落跑後和卡拉一樣經過多年沉睡才迫降到地球上，剛開始由於身世而和卡拉勢不兩立，但在誤會消除後和卡拉和好、成為夥伴。為人因為生長環境而十分狂妄、自大，有時跟卡拉水火不容，但之後開始學會做人的道理，並且也開始喜歡上卡拉。和卡拉的戀情還未持久就面臨父母到來，所隱瞞的王子身份遭揭發，間接性引發他的瘋狂母親和地球的鬥爭，後來在地球抵禦達薩姆星軍隊時被迫離開卡拉和地球，但不久後掉進一個蟲洞而穿越時空來到三十一世紀的地球。在未來世界裡度過整整七年，期間和艾姆拉·艾汀成婚並相愛，和她成立超級英雄軍團以捍衛地球。在一場任務中不慎穿越回上古時代，計畫和軍團成員進入休眠直到三十一世紀，但搶先被卡拉等人發現而獲救。由於他和艾姆拉之間的婚約有一部分並不是兩廂情願，他和卡拉的感情隨著打擊滅世者的走向開始恢復，但他任務完成後並沒有陪卡拉留在過去，而是率領軍團回去守護混亂的未來。但必要時，他會從未來返回援助卡拉。
- 瑪格麗塔·「瑪姬」·索耶（英语：Maggie Sawyer）（；芙蘿莉安娜·利瑪飾，第2季主演[17]，第3季常設[18]，香港配音：吳羨婷）

國際市警察局的警探，是專門辦理外星人和超人類案件的科學警察隊的一員，是一名出櫃的女同性戀者。雖身為人類，但對外星人富有同理心，喜歡在外星人的圈子裡打轉。與艾莉絲聯手辦過幾場案子後開始對彼此有好感，和她成為一對情侶後，進而得知卡拉是女超人等等事情。童年時因為性取向而遭父母趕出家門，至今不被父母承認，受艾莉絲陪伴才走出這段陰影。和艾莉絲定下婚約本對此期待，但後來和艾莉絲因要小孩的事情不對盤，最終和她以和平分手收場。
- 莉娜·基藍·路瑟（英语：Lena Luthor）（；凱蒂·麥克格雷斯飾，第2季常設，第3-6季主演[19]，香港配音：詹健兒）

路瑟企業執行長，頭腦卓越、獨立堅強的天才女性，四歲時失去生母後被路瑟家族收養，成為雷克斯·路瑟同父異母的妹妹。與雷克斯相反，她非常善良真誠，不在乎被世人貼標籤，到國際市將家族企業改頭換面，與卡拉經過多次合作而成為摯友。後來無意間造成達薩姆星人對地球的佔領，即便即使補救幫人類奪回家園，但同時造成卡拉和蒙艾的痛苦分離。為了贖罪，她搶先收購凱特企業，導致她成為黑心商人摩根·埃吉的眼中釘，但她一直沒有屈服於惡勢力。後來為了幫助好友莎曼珊脫離滅世者控制，自行造出綠氪石配方，這讓她被一時生氣的女超人進行過人身攻擊，從此對女超人產生不信任感，但始終不知她就是好友卡拉。隨後製出足以治愈莎曼珊的黑氪石藍本，瞞著女超人對其深入研究，試圖將其用於醫療方面，讓她得到跟政府合作進行開發的機會。這項研究使她跟交往一年多的詹姆斯分手，成果最後還被哥哥雷克斯竊取。為了保護朋友，她擊敗雷克斯對他痛下殺手，卻被臨死的他以嘲諷的方式告知卡拉是女超人。這個真相讓她意識到自己多年來幾乎遭身邊所有人愚弄，深感遭背叛的她開始沉溺於科技，創造人工智能「荷普」且將凱特企業轉讓給舊識安卓莉亞·羅哈斯。即使卡拉向她坦白身份，但她仍然無法撫平心靈，將荷普與前助手伊芙結為一體後，決定用科技營造一個人類彼此“無害”的世界。做法使她逐漸走向極端，偷跑萬劫儀器而準備採用思想控制方法，這也讓卡拉發現她的意圖而及時制止她。經過多元宇宙危機過後，因雷克斯委託過監視者保護她，從而成為少數還留有原來世界記憶的人。仍無法對卡拉釋懷的她重新跟家人聯手繼續無害計劃，直到實驗出現重大缺陷而最終讓她認清現實，同時背離只顧自己的雷克斯而回到卡拉身邊進行彌補和協助。此後慢慢跟卡拉重新建立起比以往更為強大的友情，同時一步一步知曉自己的身世、以及身體裡蘊藏的魔法力量。在卡拉對付善用魔法的妮可西戰役中起到巨大作用。戰後以自己名義重組家族基金會，除了祝福新婚的艾莉絲和凱莉以外，同時以自己的經歷幫助卡拉做出決定，因此被卡拉公認為“她一生最棒的知己”。
- 凱蒂·麥克格雷斯在劇中同時扮演莉娜的生母伊莉莎白·沃許（Elizabeth Walsh），在莉娜四歲時不幸溺亡，對莉娜造成心理陰影，擁有一段黑暗的過去，同時擁有與生俱來的魔法力量而被稱作「女巫」。

- 莎曼珊·「珊姆」·艾莉亞斯／主宰（英语：List of minor DC Comics characters#Reign）（；奧黛特·安納布爾飾，第3季主演[20]，第5季客串，香港配音：陳琴雲）

一名被氪星邪教派系哺育出來的氪星人，於氪星毀滅之際被送至地球，在未知自己身世的情況下以人類身份「莎曼珊·艾莉亞斯」在地球上長大。身體有著與生俱來的強大力量，但於成長過程中並未體現出來，未婚懷孕後被養母趕出家門。很早開始就獨自在社會上打拼，以有能力撫養女兒露比，在L企業的努力使她被莉娜看中實力而得到升職，在莉娜買下凱特企業後，她擔任L企業的代理執行長，因此結識卡拉等夥伴。超能力隨著近期的一系列事情而慢慢湧現，開始調查自己的身世，最後得知自己是「滅世者」的領袖「主宰」。她體內的邪惡人格會時不時佔據她的身體，以到處殺生來懲戒罪惡，而她本人意識則會一無所知，唯獨能勾起她人類意識則是她對女兒露比的愛。久而久之透過莉娜協助來開發治愈自己的解藥，持續佔據主體的主宰人格被分離出來，但因為主宰任然在世，她冒險深入和主宰並存的維度裡，協助眾人將主宰徹底消滅。最後和露比團圓搬到大都會迎接正常生活，目前正在管理L企業的北區分部。
- 奎羅·「布萊尼」·道斯／魔神腦五號（英语：Brainiac 5）（；傑西·拉斯（英语：Jesse Rath）飾[21]，第3季常設，第4-6季主演[22]）

一名來自慧核星的超級英雄，人工智能生命體，來自三十一世紀的未來，強大的天才頭腦讓他加入蒙艾成立的超級英雄軍團。在現今被喚醒來協助卡拉從昏迷中清醒以及對戰主宰，此後在對抗滅世者的戰爭裡做出過貢獻。後來，他在未來的“遠方親戚”開始大規模清除人工智能生命，迫使他必須留在現今成為行動局探員兼技術員，將軍團空缺留給溫代替。為人善良忠誠，但不懂人情世故，工作期間時常我行我素，幾度讓艾莉絲和身邊的朋友苦惱不已。認識妮雅後開始協助她成為超級英雄，同時喜歡上她卻不敢表白。一次在外星人救援行動中被抓後慘遭電刑，但無意間關閉他頭上的性格抑制器，一度釋出他的“邪惡人格”，智商翻倍卻也具有邪念，最後還是因目睹妮雅的拼命才找回自我，讓他表達對妮雅的愛意。隨著多元宇宙崩塌，多名來自其他宇宙的他自己也無家可歸而來到這片世界，為了阻止其中一位偏執的自己帶來災害，他拿下抑制器恢復綠色外表以及強大的頭腦力量，卻也不得不離開妮雅而單獨行動、服從邏輯，並與雷克斯·路瑟合作尋找利維坦，同時從辭任的艾莉絲手中接下行動局局長職位。但服從邏輯的他開始接連失去身邊的人，以至於讓行動局在他的領導下被利維坦瓦解，但他仍然決定孤軍奮戰破壞掉利維坦的永生代碼。戰鬥中吸收過多輻射奄奄一息後被妮雅拼命救回一命，跟她掛鉤承諾永不再孤軍奮戰。一段時間之後收到必須返回未來世界拯救族人的命令，然而也被迫跟妮雅就此分別，然而最後仍決定留在過去陪伴妮雅，得以自己創造“還未成定局”的未來。
- 傑西·拉斯同時扮演多位來自不同宇宙的魔神腦五號，每一位僅穿著不同、性格和能力都跟布萊尼相似。而拉斯現實生活中的姐姐梅根·拉斯則扮演一名女性形象的魔神腦五號，在她的世界中則是超自然行動局的局長。

- 班傑明·「班」·洛克伍德／自由使者（英语：Agent Liberty）（；山姆·維特威飾，第4季主演[23]，第5季客串）

一名聰明、無情、仇視外星人的武裝激進分子，組建宣揚人類至上理念的仇恨團體「自由之子」（Children of Liberty），主導過國際市大部分反外星人活動。曾經是尊重多元文化的大學歷史教授，但近兩年期間飽受一系列由外星人引發的災難傷害，不但與家人一起流離失所，連他的父親都因此身亡，對外星人的怨恨也從此越陷越深。與女超人一行人的衝突時，不慎引發他與曼徹斯特·布萊克之間的恩怨，在與曼徹斯特決一死戰時兩敗俱傷，身份暴露之下被捕入獄一段時間。隨後在維護人類權益聲浪中被無罪釋放，他開始跟政治打交道，受貝克推薦成為外星事務部長，獲得授權而加大力度圍捕外星平民。但所引發的恩怨導致妻子被殺害、兒子跟他決裂，最後才得知自己只是被雷克斯·路瑟牽著走的“傀儡”。但他一昧的想要靠暴力手段解決問題，去找雷克斯尋仇時被女超人一行人聯手制止，最後回到獄中閉門思過。
- 妮雅·納爾／夢境者（英语：Nia Nal）（；妮可·梅因斯（英语：Nicole Maines）飾，第4-6季主演[24]）

一名專攻時尚專題的女記者，修過國際關係學，受凱特推薦而新來凱特企業上任，在卡拉的督導下從事記者工作。雖然時常缺乏自信，但富有正義感，對任何事物充滿熱情。身為跨性別女性，看不慣任何仇視或歧視的舉動。她還身為外星人混血，從母親身上遺傳到預知和魂靈投射的超能力，在母親去世後得到其遺物，正式接棒「夢境者」英雄身份和戰服。得知卡拉是女超人後開始盡自己所能協助她，在反外星人聲浪中分別用記者和英雄兩職來修復兩方的關係，同時跟布萊尼經過多時相處發展為情侶關係。但一切直到布萊尼決定“服從邏輯”而與她結束戀情，即使在眾人面前故作堅強，但內心一直受分手影響，並且加重她的內心困擾。直到利維坦瓦解後營救布萊尼而與他化解前嫌，在對抗雷克斯的戰鬥中與布萊尼慢慢修復關係乃至順利復合。尋找夢境圖騰過程中與疏遠的姐姐重逢而修補一部分姐妹關係，等到戰鬥結束後參加艾莉絲和凱莉的婚禮時，開始考慮與布萊尼的婚事。
- 角色雖然是電視劇原創，但她被設定成未來三十一世紀時的超級英雄努拉·納爾的祖先。

- 蘿倫·海莉（Col. Lauren Haley；愛普·帕克·瓊斯（英语：April Parker Jones）飾，第4季主演[25]）

一名氣勢凌人的美軍上校，發誓會為國家出生入死，受令於剛上任的貝克總統，分派到行動局去監督當局長的艾莉絲。待人雖然通情達理，但她絕大多數時候會為大眾利益著想，因此有時會和女超人和艾莉絲產生意見衝突。一度不滿女超人刻意隱瞞身份，盡其所能追查她的真實身份，迫使艾莉絲等所有知情卡拉身份的探員被迫讓喬恩幫忙抹去相關記憶。即便如此，她仍分得清是非對錯，深知貝克和洛克伍德均違反規章，看在自己年幼女兒的份上選擇跟女超人為伍，幫助她秘密調查貝克的不法行為。隨著貝克與洛克伍德均被捕後，她回去華盛頓擔任外星事務部的臨時部長，進一步修復兩方的關係。
- 凱莉·奧爾森／守護者（Kelly Olsen / Guardian；雅姿·塔斯費（英语：Azie Tesfai）飾[26]，第4季常設，第5-6季主演[27]）

詹姆斯的妹妹，隸屬美國軍方的心理學家，在工作中見識過各種嚴重病歷。其未婚妻於參軍服役過程中陣亡，經過很長時間才走出這段傷痛。這次在哥哥受槍擊療養時前來探望，跟艾莉絲經過一段時間的相處與合作，慢慢地開始從好友關係發展為情侶關係。之後退伍正式搬到國際市與艾莉絲同居，同時在剛剛與凱特企業合併的黑曜石科技中心上任醫療技術專家。在對抗馬勒菲克的戰役中有著卓越貢獻，並繼承哥哥的守護者盾牌，有時雖然擔心屢次拼命的艾莉絲安危，但還是決定全力支持她的理想。離開黑曜石後從事社工工作，開始幫助任何有需要的外星孤兒，期間目睹社會中的人類與外星人雙方受到的傷害，讓她決定繼承哥哥的理想而當上新一任「守護者」，以保護所珍愛的一切。當社工期間結識外星小女孩伊絲梅，同情她的遭遇之下決定與艾莉絲領養她，最後與艾莉絲完婚成為一家人。
- 伊芙·泰絲馬克（英语：Eve Teschmacher）（；安卓莉亞·布魯克斯（英语：Andrea Brooks）飾，第2-4季常設，第5季主演[28]，第6季客串，香港配音：魏惠娥）

凱特企業前助理，在耶魯大學讀過物理系和文學系，原先接替卡拉的舊職位，每天工作幾乎都是東奔西跑、忙來忙去，曾經和蒙艾有過一段情。天真無邪、博學多才的她被莉娜看中實力，轉行至L企業擔任她的科研助手，跟她一起合作並完成黑氪石良藥項目。但之後她揭露自己一直都身為雷克斯·路瑟的瘋狂粉絲，自願為他賣命而在莉娜身邊臥底。後來證實她是一位多重間諜，效力於神秘組織利維坦，接近雷克斯也是奉組織的命令。雷克斯落敗後，她立即改變身份逃脫法律制裁，但仍然遭受組織監視。不久後被莉娜抓去當作人體實驗對象作為背叛過她的懲罰，身體隨後跟莉娜的人工智能「荷普」結為一體，再次擔任莉娜的助手。在莉娜的無害計劃失敗後，她受令為莉娜頂罪而被逮捕。然而在多元宇宙危機過後，她的身份背景恢復成利維坦間諜，母親被挾持使她無從選擇，直到雷克斯再次向她伸出援手而擔任他的雙面間諜。但她後來才知道自己只是被雷克斯使喚的工具人，手上因他而沾滿鮮血，包含錯殺傑瑞麥·丹佛斯，深感背叛之下醒悟而與女超人一行英雄合作指證雷克斯，即使證詞因雷克斯強詞奪理而沒有被採信。
- 角色創始於1978年的《超人》電影，由瓦萊麗·博萊因飾演。

- 安卓莉亞·羅哈斯／黑暗天使（英语：Acrata）（；茱莉·鞏瑟羅飾[29]，第5-6季主演）

一位表面文雅、精明狡黠、略有權勢的女商人，全美洲榜首的科技公司「黑曜石全球企業」（Obsidian Worldwide）執行長，幫父親打理國際市的北區分部。曾為莉娜在寄宿學校的至交，從莉娜手中收購凱特企業，還身兼兩職擔任新聞總編輯，看中營業額的她將凱特企業改為搜集網絡訂閱數的通俗新聞業。不為人知的是，她擁有操縱影子的超能力，來源於她五年前從哥斯達黎加地下遺跡尋獲的「黑暗天使金牌」；由於是無意間私吞莉娜的成果而被她斷絕十年友情，進而造成莉娜一度不再相信友情。這些年來不情願地為利維坦組織抹除相關人物，一切直到男友羅素被組織殺死，幫忙制止拉摩可汗促進火山爆發災難後就此叛離。然而在多元宇宙危機過後，她對組織的認知“刷新”為五年來從未接觸過，也從未用過超能力，因此並不知組織高層葛曼妮就躲在她身邊。直到利維坦透過她的公司技術準備消滅大量人口時，她被葛曼妮派去刺殺干預行動的女超人，但被誓死保護女超人的莉娜勸降而回心轉意。之後決定不再受父親拿捏，使用影子能力偷偷以父親名義買下自己的凱特企業股份，正式脫離家族並全力支持媒體力量。但她仍一如既往在乎成績，為了使凱特企業重回媒體業榜首，不惜靠能力竊取並公開雷克斯·路瑟的日記，然而不慎導致雷克斯狂怒之下錯殺威廉。陷入自責之下徹底認清自己的錯誤，決定靠能力協助女超人一行人擊敗雷克斯撥亂反正而得到救贖，最後決定將凱特企業重新轉讓給回歸國際市的凱特·葛蘭特，同時以威廉的名義建立一座新聞學院作為紀念他。
- 威廉·戴（William Dey；史塔茲·尼爾（英语：Staz Nair）飾[29]，第5-6季主演）

一位來自英國倫敦《泰晤士報》的老練記者，自願到凱特企業上任，擔任安卓莉亞的王牌記者。起初給周圍人一副憤世嫉俗、居高臨下的惡劣態度，但實際上富有正義感與責任感，以臥底形式調查安卓莉亞與其家族背後的“龐大組織”。在多元宇宙危機過後，他的認知也被“刷新”，調查方向也轉移至路瑟家族身上，只為尋找朋友羅素被害的內幕。多次合作默契而跟卡拉越見曖昧，之後成為查緝雷克斯以及利維坦組織的關鍵一員。之後由於未能將雷克斯定罪入獄，加上卡拉一段時間下來困於幻影區導致的失聯，因此暫緩他們的戀情而全身心投入在記者工作上。自願加入女超人團隊提供幫助，換取一部分資訊來寫出文章，相處期間理解她們維護正義的方式。但後來因為安卓莉亞盜取雷克斯的內幕並私自以他的名義公佈，反而為他引來殺生之禍，寧死不屈的他被雷克斯槍殺身亡。臨死之際保留其行兇的錄影證據，並在戰鬥過後由卡拉一行人譽為英雄而安葬。
- 妮可絲莉普林茨（英语：Ms. Gsptlsnz）（；佩塔·薩金特（英语：Peta Sergeant）飾[30]，第6季主演）

一名來自五維空間的女性小惡魔，小名「妮可西」（Nyxly），身為怪傑先生的舊識。曾為公主的她因“叛國罪”而被她的國王生父放逐至幻影區，強大魔法能力還受限制。困在幻影區長達數十年的她，偶然營救受困的卡拉而相識，協助她救回父親佐-艾爾。但她同樣心懷不軌，意圖在迎向自由後針對現實世界與父親進行報復，宣洩她多年來經歷的傷害。在卡拉父女被同伴營救過程中趁機迎向自由，透過誘惑妮雅而成功來到現實世界，重獲魔法力量後三番兩次阻撓卡拉一行人，開始找尋散落在地球各處的七大魔法圖騰完成「全能石」，意圖奪得力量後向家人復仇並獨掌大局。原始時間線中的她與雷克斯·路瑟結盟乃至成為情侶，完成全能石而與他共同統領整個宇宙，然而同時也導致她於三十一世紀時的完敗與陣亡。因此新時間線中的她吸取這段教訓來達到目的，然而最後仍改變不了“一步錯步步錯”的潰敗局面，走投無路之下只能與雷克斯聯手對抗女超人一行人，最後與無計可施的雷克斯共同困入幻影區中，再次進入永無止境的牢獄生活。

## 常設人物

### 第一季
- 奧若拉·佐-艾爾（英语：List of minor DC Comics characters#Alura）（；勞拉·貝楠蒂→埃莉卡·杜蘭斯飾，香港配音：黃麗芳）

卡拉的母親，本應跟女兒告別後就和氪星一起陪葬，對卡拉的影響深遠，也用以自己面孔的智能全息投影來對卡拉進行指導。但實際上，她因為躲入丈夫生前所建立的防護罩，跟部分氪星居民得以在氪星殘留隕石「亞果市」上倖存下來，繼續繁衍和生存，她同時擔任最高委員會成員之一。如今，為尋找對付滅世者的氪星石頭樣本而找到亞果市的卡拉和她團聚，使她開始彌補且幫助女兒在地球面臨的威脅。
- 奧絲特拉·銀-澤（Astra In-Ze；勞拉·貝楠蒂飾）

卡拉的阿姨，與奧若拉是雙胞胎姐妹，頭髮上的一撮白髮能夠讓人區別。起初為了拯救氪星不惜盜取機密資料，因此被奧若拉親手關入羅茲堡，隨著氪星毀滅獲得自由，對此感到憤恨不平之下妄想統治地球。但行動屢次遭到心愛的侄女卡拉奮力阻止，雖然最後被卡拉諒解行為，但由於堅持要完成統治地球的使命，以至於最後被基於自保的艾莉絲一劍刺穿胸膛而亡。
- 佐-艾爾（英语：Zor-El）（；羅伯特·甘特（英语：Robert Gant）→傑森·貝爾（英语：Jason Behr）飾，香港配音：陳欣）

卡拉的生父，氪星首席科學家，氪星毀滅之際與妻子將卡拉送往地球，同樣對卡拉影響深遠。然而不為人知的是，他在氪星毀滅時採取自我犧牲救下家鄉亞果市，同時僥倖躲入幻影區而逃過一劫，然而也從此受困時間不流逝的黑暗空間中。直到十六年後，他與當時被雷克斯·路瑟送入幻影區的女兒卡拉重逢，對現況深感絕望的他勉強協助女兒逃出幻影區。然而陪女兒生存期間最終找回自我，經過努力使他們父女最終被同伴接回現實。留在地球的一段時間裡試圖改善地球的生態危機，以彌補自己沒能拯救氪星的愧疚，但由於操之過急而險些釀成大災難，自責不已的他受到卡拉安慰和激勵，最後選擇回去亞果市重逢妻子與族人。
- 伊莉莎·丹佛斯（Eliza Danvers；海倫·史萊特（英语：Helen Slater）飾，香港配音：沈小蘭）

天體生物學家，卡拉的養母，艾莉絲的母親，長期居住在米德維爾小鎮。丈夫下落不明後便獨居在家，只有節日慶祝時會拜訪國際市探望兩個女兒。對外星人富有好奇和同理心，因此對養女卡拉非常關愛，程度遠遠超過親女兒艾莉絲，一段時間裡總是怪罪她沒有照顧好卡拉，她們的母女衝突直到後來才有所改善。
- 海倫·斯萊特曾經在1984年的《女超人》電影中扮演過女超人，並在電視劇《超人前传》中扮演過勞拉·艾爾。

- 傑瑞麥·丹佛斯（Jeremiah Danvers；狄恩·肯恩飾，香港配音：劉昭文）

天文學家，卡拉的養父，艾莉絲的父親。為了保護卡拉選擇與漢克指揮的超自然行動局合作，使他被迫離開家人。在一次緝捕外星人的行動中，為了救火星人喬恩·瓊茲而負傷，下落不明的他被認定死亡。但實際上，他被帶往卡德摩斯組織奴役整整十五年，因為家人性命被要挾而選擇服從組織的命令。之後偶然被行動局找到救出，本來被兩個女兒欣喜迎接回家，但他實為協助卡德摩斯偷盜外星人註冊表，背叛家人使他讓女兒們大受打擊，一度醒悟並協助艾莉絲扭轉局勢後就銷聲匿跡。脫離組織掌控、踏上逃亡的他無法面對家人，選擇隱姓埋名回到他首遇喬恩的安地斯山脈，協助當地的外星難民來彌補罪過，直到幾年後突發心臟病去世，身份也因此被查實，遺體被送回家鄉安葬。但後來證實他是被雷克斯借伊芙之手毒殺身亡，僅因伊芙受雷克斯誤導而將他錯認成是殺父仇人。
- 狄恩·肯恩曾於1993年至1997年間在ABC影集《露薏絲與克拉克：超人的新冒險》中飾演超人。

- 瓦絲奎茲（Vasquez；布莉亞娜·凡斯克斯（英语：Briana Venskus）飾）

行動局女特務，和漢克、艾莉絲與卡拉一起工作，負責坐在指揮台上整理資料，以及對世界外星的威脅發出警告。
- 麥斯威爾·羅德（英语：Maxwell Lord）（；彼得·法辛納利飾）

國際市的科技大亨，技術高超之下因童年時失去父母而極反社会，對女超人十分癡迷，想方設法打算知道她的真實身份，因此成為女超人的威脅之一，對艾莉絲有過好感。透過追蹤女超人的行動方式而創造出她的分身比扎羅，被抓捕後還是被饒恕，之後他不慎製出紅氪石一度讓卡拉“正邪顛倒”，被艾莉絲強制補救局勢。隨後暫作為盟友繼續協助女超人對付諾恩的計劃，幫助她讓全人類解脫洗腦而立下大功。
- 露西·蓮恩（英语：Lucy Lane）（；珍娜·戴溫-塔圖姆飾）

露薏絲·蓮恩的妹妹，是詹姆斯的前未婚妻。美國軍方律師，對法律知識能倒背如流，後來成為凱特國際的法律顧問。至今仍深愛著詹姆斯，但後來看出他對卡拉的心意，因此自動選擇放棄，後來一度擔任行動局代理主管。
- 萊絲莉·威利斯／電女郎（Leslie Willis / Livewire；布莉特·摩根（英语：Brit Morgan）飾，香港配音：陳琴雲→劉惠雲）

一名嘩眾取寵的電台播音員，效力於凱特，喜歡用言語攻擊並諷刺別人，因其對女超人的負面言論而遭到凱特調職。後在發生事故而意外擁有電擊超能力後，決心向女超人與凱特復仇，最後卻失敗而被收押。坐牢期間被一名邪惡科學家劫獄後，從身體裏提煉出電擊能量來武器化，被女超人等英雄們聯合救出後，被卡拉感覺出還懷有一絲善意而被她放走。沉寂許久後隱姓埋名靠打工謀生，發生主宰襲擊的時候，基於自保而協助卡拉參與羅茲堡行動，期間在卡拉和主宰的鬥爭中，最終洗心革面而救下卡拉一命，但這同時也犧牲她自己。
- 山姆·蓮恩（英语：Sam Lane (comics)）（；葛倫·莫肖爾（英语：Glenn Morshower）飾）

一名極有權勢的美軍將領，在任何人面前都是一副自以為是的態度，總是過度保護兩個女兒露易絲與露西，認為超人與詹姆斯都不夠格當她們的伴侶，但在危急時刻，他還是會作為一名強大的盟友。
- 諾恩（英语：Non (comics)）（；克里斯·萬斯飾）

一名邪惡、強大且讓人畏懼三分的氪星軍官，戰爭主義的激進分子，是女超人的最大威脅之一。他是奧絲特拉的丈夫，效力於奧絲特拉，在奧絲特拉後來的不幸陣亡開始受憤怒驅使。企圖透過萬劫洗腦程序來奴役所有人類以統治地球，計劃失敗之下本準備殺死全人類，但跟女超人以熱射線對決過程中淪落到雙目失明而落敗。
- 席芳·史麥斯／銀女妖（英语：Silver Banshee）（；伊妲梨雅·瑞奇飾）

凱特新聘用的私人助手，在工作上和卡拉競爭。自命不凡、富有野心，在工作上喜歡投機取巧，處心積慮打算往上爬到總裁位置。但由於始終不受重視，原本準備挖新聞跳槽至《星球日報》，卻因為行徑被卡拉及時通報凱特而遭到開除，至此使她徹底身敗名裂。因為女妖世家出身而有著與生俱來的聲波超能力，最後決定與電女郎合作來實施報復，但被卡拉與前來支援的貝瑞·艾倫打敗後被警察收押。
- 靛青（英语：Indigo (comics)）（；勞拉·范德沃特飾）

一位能在電腦與網絡之間自由穿梭的女慧核星人，原名「魔神腦八號」（Brainiac 8），起初因為靠網絡危害氪星而被送進羅茲堡，情急之下靠卡拉兒時的宇宙船才成功讓羅茲堡脫離幻影區，並開始在地球上作惡多端。對諾恩有好感，在他喪妻後開始慫恿他的一舉一動，最後準備與他聯手殲滅所有人類，在大戰中被喬恩撕成兩半而死。
- 勞拉·范德沃特曾經在電視劇《超人前传》中扮演過女超人。

### 第二季
- 莉莉安·路瑟（Lillian Luthor；布蘭妲·史壯（英语：Brenda Strong）飾，香港配音：許盈→袁淑珍 )

卡德摩斯計畫的主力科學家兼高層幹部，莉娜和雷克斯·路瑟兄妹的母親，是一位手段極其冷血的瘋狂母親。對外星人有著極大偏見，加上兒子因為超人而淪落至終身監禁，於是發誓要消滅所有藏於地球上的外星人。她屢次針對外星人發動的襲擊都被女超人挫敗，直到達薩姆星人攻佔國際市後暫時和女超人結盟對付外星威脅，隨後銷聲匿跡一段時間。後來得知莉娜被摩根·埃吉騷擾而回到城市對他實施暗殺，但被莉娜干預後被女超人打敗而被警察收押。此後在獄中時不時受莉娜探望，當雷克斯實施越獄時，得知自己也作為他的暗殺目標之一，因此選擇跟莉娜為伍對付雷克斯。而多元宇宙危機過後，因雷克斯趁亂改寫現實，她的身份被雷克斯更改為路瑟家族基金會主席，使她們一家再次聯手。盡全力配合兒子需求的同時，心中不滿雷克斯總是逞一時之快而耽誤家族事業，後來強烈抵制他跟屬非人類的妮可西相愛與結盟。在戰鬥中捨身保護兒子而受妮可西的能量武器重創，傷重臨死的她向莉娜表示一直以來的歉意後辭世。
- 史奈普·卡爾（英语：Snapper Carr）（；伊恩·戈麥茲（英语：Ian Gomez）飾，香港配音：潘文柏）

凱特企業的新聞社總編，不苟言笑，精通新聞學，是卡拉轉行記者後的新上司。但為人比凱特還要尖酸、刻薄，一開始不承認卡拉有著記者風範，但看著她努力拼出成績後開始改變對她的看法。
- 奧莉維亞·瑪斯汀（Olivia Marsdin；琳達·卡特飾，香港配音：陸惠玲）

美國總統，公開支持針對外星難民的平等權利，因此備受女超人與大部分人的尊敬和愛戴，與凱特是多年同學和朋友關係。但不為人知的是，她本人其實是一個通過變形偽裝成人類的杜蘭星人，其母星當初被外星敵人佔領後流亡至地球，身份只有部分人士知情。但在躲避葛雷夫絲姐弟襲擊時暴露她的外星人身份，為了不引發進一步動亂而卸任職位，由她創立的一系列外星移民工程也全部擱置。
- 琳達·卡特在1975年到1979年之間出演過DC漫畫電視劇《神力女超人》。

- 梅根·摩絲／火星小姐（M'gann M'orzz / Miss Martian；莎朗·莉爾飾，香港配音：謝潔貞）

一位棄暗投明的女性白火星人，起初因為生性善良、反對種族屠殺而同樣流亡至地球，在外星人酒吧裡工作，並偽裝成緑火星人而和喬恩相識。身份洩漏後本遭到喬恩敵視，直到一次生命受到威脅時被喬恩挽救回來才得到他的諒解，但她後來決定返回火星，聯合一群擁有相同理念的友善白火星人組成反抗軍以終結滅族戰爭。她一度帶領部分反抗軍返回地球，和喬恩加入對抗達薩姆星人的戰爭，在戰後便回去火星繼續反抗戰役。兩年後再度重返地球協助喬恩一行人，成為擊敗利維坦的重要成員。在未來的某個時間段與喬恩結婚，兩人共同育有一子。
- 迪莫斯（Demos；柯蒂斯·陸飾）

行動局探員，作為系統人員兼實戰特務，一向跟溫一起在同一張桌子上工作。跟溫有時候是不對盤的競爭對手、也有時候是默契十足的好搭檔。他戴上溫提供的亞原子自身護盾作為防衛，但當瑟琳娜等邪惡氪星祭司入侵行動局時，他搶走對方要奪取的血液樣本後，被她們的三重熱射線擊中而英勇殉職。
- 萊拉·史崔德（Lyra Strayd；譚金·默錢特（英语：Tamzin Merchant）飾，香港配音：廖杏茵、凌晞）

一位來自星之港的瓦雷利亞星女孩，和溫相識後交往過一段時間。但她後來利用溫來打幌子，偷藝術品去換回遭挾持的弟弟，對溫表露真相、聯手救出弟弟後得到他的諒解，為了贖罪而自願加入詹姆斯的守護者團隊一同打擊罪犯。
- 瑞雅（；泰莉·海契飾，香港配音：曾秀清）

達薩姆星女王，蒙艾的親生母親，是一位鐵石心腸、控制欲強烈的女王，與丈夫來到地球本想接兒子回達薩姆星繼續統治，在他選擇留下後因心生不滿而決定佔領地球、奪回兒子。通過花言巧語誘惑莉娜而和她建立一道巨型傳送門，為其他在外的子民展開一條侵略地球的道路、奴役全國際市的人民，直到計畫最終被迴歸的凱特呼籲的反擊行動而挫敗。和女超人的比武中落敗後，不惜違背誓言繼續她的佔領，但最終被莉娜研製的散播裝置吸入過量致命鉛氣體之下石化身亡。
- 泰莉·海契曾經在《露易絲與克拉克：超人的新冒險》扮演過露薏絲·蓮恩。

- 拉爾·甘德（Lar Gand；凱文·索伯（英语：Kevin Sorbo）飾，香港配音：雷霆）

達薩姆星國王，瑞雅的丈夫，蒙艾的親生父親，性格和妻子不同、較為慈祥，最後選擇尊重兒子的決定而打算罷手，但被無法接受背叛的妻子瑞雅刺殺身亡。

### 第三季
- 摩根·埃吉（英语：Morgan Edge）（；亞卓安·帕斯達（英语：Adrian Pasdar）飾[32]，香港配音：李錦綸）

一位心狠手辣的房地產開發商，莉娜在生意上的一位死對頭，擁有龐大人脈和資源。在清空海濱區域以修建住宅樓以及惡意收購凱特企業的計畫失敗後，開始想盡辦法對莉娜施壓，直到他受莉娜的母親莉莉安追殺，不得已之下對莉娜供出所有罪證才被救，最後被警察收押。
- 露比·艾莉亞斯（Ruby Arias；艾瑪·特倫布雷（英语：Emma Tremblay）飾[32]，香港配音：葉曉欣、廖杏茵）

一名聰明勇敢、獨立堅強的小女孩，莎曼珊的獨生女，還是女超人的粉絲。對母親的真實身份同樣一無所知，使她身為人類和氪星人的混血，但並沒遺傳到超能力。在得知母親是主宰的真相後，一度被艾莉絲保護起來，跟艾莉絲也發展為情同母女的關係。在母親最後成功痊愈且恢復人類一面後，與她正式團圓而搬去大都會迎接新生活。
- 梅林·瓊茲（M'yrnn J'onzz；卡爾·朗布利（英语：Carl Lumbly）飾[32]，香港配音：劉昭文）

綠火星人最後的長老，喬恩的親生父親，在火星上是一位嚮往和平的宗教領袖。目睹族人被滅後被白火星人囚禁將近三個世紀後才被兒子喬恩救出，隨後被他與卡拉接到地球生活。但好景不長，他不久後患上嚴重記憶衰退，開始影響到他的精神力，被迫戴上抑制器才避免釀成慘劇。隨後一度失去信仰，直到和露比相處過才重新振作。後來預感自己來日不多，去世前將畢生一部分記憶和精力傳授給兒子喬恩後，最後犧牲自己守護地球核心而制止滅世者摧毀地球。死後至今對喬恩影響深遠，促使喬恩遵從他的遺願實行和平主義，而每當喬恩失去信念、尋求幫助時，他會以精神方式出現在喬恩身邊給予指導。
- 卡爾·朗布利曾經在動畫劇集《正義聯盟》和《超人正義聯盟》中聲演過火星獵人，同時包括動畫電影《正義聯盟：末日審判》和電子遊戲《超級英雄：武力對決》。

- 湯瑪斯·科維爾（Thomas Coville；查德·洛飾[33]，香港配音：雷霆）

一名崇拜女超人的宗教團體領袖，曾是律師，但離婚對他造成過精神重擊，失魂落魄的他在卡拉成為女超人首晚所救的失事飛機上獲救，從此成立教派而將女超人當作神來信奉。但由於做法極端及理念曲解，最後被卡拉制止暴行後入獄，而他也是少數發現卡拉真實身份的人。隨著主宰的出現且擊敗卡拉後，他的信仰開始轉移到滅世者上，越獄後透過祈禱並協助氪星祭司瑟琳娜一夥來召回主宰，完成使命的他卻被瑟琳娜等人用熱射線殺害，臨死之際送出求救信號引來女超人作為贖罪。
- 瑟琳娜（Selena；安潔莉·潔（英语：Anjali Jay）飾，香港配音：沈小蘭）

一名邪惡的氪星女祭司，為邪教祭司團「祖魯之女」（Daughters of Juru）的一員，用她的身體基因創造出三大滅世者。樣貌起初以全息投影形象出現，給予主宰等滅世者指導。本人於氪星毀滅時在亞果市倖存下來，作為最高委員會官員之一。多年來躲在陰影裡策劃她的陰謀，在卡拉和蒙艾來到亞果市尋找攻克主宰的石頭樣本後，對此順流而上來到地球，準備通過召回主宰來改造地球，但最終被卡拉等人擊敗後被帶回亞果城受審。隨著多元宇宙危機帶來的影響，來自另一宇宙的她與其他兩位隨從掉進卡拉所在的始源地球上，但她們這次作為較為善良的算命師，即使最後試圖恢復困於瓶中的地球，但最終被勸降而與隨從自願被吸入瓶中。
- 艾姆拉·艾汀／土星女孩（英语：Saturn Girl）（；艾米·傑克森飾[34]，香港配音：陳皓宜）

一位來自土衛六的女英雄，來自三十一世紀的未來，擁有念力以及製造屏障的超能力。身為蒙艾在未來結識並成婚的妻子，充滿正義感和使命感，對待卡拉毫無嫉妒心理、反而將她視為模範，跟卡拉經過一段時間相處才成為情同手足的戰友。但她來到過去也有私人目的，為了拯救於未來病死的姐姐，不惜試圖靠殺生來制止身為病源的第三滅世者「瘟疫」，但經過戰鬥後理解卡拉的理念而收手。直到滅世者全員被消滅後，她的姐姐被拯救，最後回去未來繼續守護使命。
- 茱莉亞·佛里曼／純粹（Julia Freeman / Purity；克莉絲·馬歇爾飾）

一位生活在國際市的二十餘歲音樂家，擁有與生俱來的強大嗓音和美妙歌喉。但她也是滅世者一員，同樣對自己身世一無所知，直到近期發生車禍後才釋出能力。基於她跟一起長大的摯友之間的美好回憶，人格控制較不穩定，時不時在兩個人格之間來回變動。最後做出最後拼搏打破三大滅世者之間的三位一體，隨即身亡後生命力都被主宰吸收。
- 格蕾絲·帕克／瘟疫（Dr. Grace Parker / Pestilence；安潔拉·周飾）

國際市的一位知名外科醫師，多年來拯救過無數名病患，但她極具反社會、尤其憎恨枉顧人命的醫保制度，因此選擇自願倒戈至她的滅世者「瘟疫」之人格，獲得靠抓傷來擴散出置人於死地的病毒。最後在三位一體融合期間跟純粹同歸於盡，死後生命力也被主宰吸收。而在原始時間線裡，於未來倖存的她在三十一世紀時進化轉變成肆虐地球的枯萎病。

### 第四季
- 梅西·葛雷夫絲（英语：Mercy Graves）（；蘿娜·米莎飾[35]）

路瑟家族的前管家，雷克斯·路瑟的前親信，即使三年前被迫當污點證人指證雷克斯的罪行，但依然沒有改變對他的忠誠。厭惡外星人，曾經服務過卡德摩斯計劃，這次受獄中的雷克斯命令四處作亂，資助自由使者的反外星人活動，包括在空氣中釋放氪石毒素而一度讓女超人行動不便。但在在操縱外星人襲擊遊樂場時，和奧提斯被脫離洗腦的幼翅蟲擊殺。
- 奧提斯·葛雷夫絲（英语：List of minor DC Comics characters#Otis）（；羅伯特·貝克（英语：Robert Baker (actor)）飾[35]）

梅西的弟弟，行為浪蕩、頭腦簡單的犯罪執行者，服從姐姐以及雷克斯的一切命令。他最初在街上相中洛克伍德，推動他成為自由使者，實際上只是拿他當作替罪羊使喚。他同樣在遊樂場混亂中被幼翅蟲擊殺，隨後被雷克斯和伊芙聯手用金屬人技術救活，以氪石心臟之機械身軀繼續為雷克斯賣命。當他們一行人的盤算最終被洛克伍德識破後，遭到洛克伍德拔出心臟而停機致死。而在多元宇宙危機過後，他隨著雷克斯改寫現實而在新宇宙中復活，繼續擔任雷克斯的犯罪執行者。
- 梅西·葛雷夫絲在漫畫原著中沒有兄弟，而奧提斯人物設計取自1978年《超人》電影中由內德·比提飾演的角色。

- 雷蒙·詹森（英语：Parasite (comics)#Pre-Crisis）（；安東尼·科納奇飾[36]）

超自然行動局的新進探員，受艾莉絲的督導進行訓練和執行任務，但他對外星人有著強烈反感，因此最後叛逃轉為梅西和奧提斯賣命。在遊樂場一戰中損兵折將而獨自落跑，被自由使者植入外星寄生蟲來吸收外星人生命力，但被艾莉絲勸降之下本要舉手投降，卻因體內能量超負荷而形成腦損傷，陷入重度昏迷後羈押靜養。
- 菲利浦·「菲爾」·貝克（Phillip "Phil" Baker；布魯斯·巴克林納飾[37][註 1]）

原美國副總統，從卸任的瑪斯汀手中接任總統職位，理念跟瑪斯汀相反，他非常自私，只注重利益和名聲，在反外星人聲浪中更加維護人類一方，指派海莉監督行動局的一舉一動。修改一系列提案讓洛克伍德無罪釋放，授權他的自由之子四處搜捕外星平民，因而引發更多衝突卻始終恬不知恥。後來證實他與雷克斯·路瑟共謀，長期靠他來維持政治地位，幫他散播不實消息、玷污外星人和女超人名聲。隨著他與雷克斯共謀的實情被卡拉用文章揭露後，使他立即遭彈劾收押。
- 莉蒂亞·洛克伍德（Lydia Lockwood；莎拉·史麥斯（英语：Sarah Smyth）飾）

洛克伍德的妻子，一直以來支持丈夫的一切行動，起初不知情洛克伍德的反外星人行動，直到受曼徹斯特·布萊克的干預和挾持之下才知情。她獲救後選擇繼續支持他的理想，還督促兒子喬治要一家人保持一條心。但隨著洛克伍德過於妄為，反而為她引來殺生之禍，在家中被處於報復心態的外星人刺殺身亡。
- 喬治·洛克伍德（George Lockwood；葛雷漢·維謝爾（英语：Graham Verchere）飾）

洛克伍德的獨子，對一切事物充滿好奇與同理心，起初選擇相信父親的理想，還一度擔當父親的自由使者身份，率領過自由之子擒獲體內寄生外星人的獸女。但當他得知身為外星人的同校摯友也遭受傷害後，逐漸對父親的理想產生質疑，不久後自己母親被外星人殺害，領略到都是父親的仇恨一手造成而跟他決裂。隨著洛克伍德犯罪入獄後，他選擇以父親的過錯為戒，呼籲人類和外星人之間必須團結。
- 曼徹斯特·布萊克（英语：Manchester Black）（；大衛·阿亞拉（英语：David Ajala）飾[25]）

來自英國的前幫派份子，是喬恩在互助會上認識的菲歐娜之未婚夫，前來國際市調查她的失蹤，使他跟喬恩相識且一同作戰。但他目睹救出的菲歐娜喪生後，受悲憤驅使而變成手持致命武器的私刑者，專找害死菲歐娜的自由之子且對他們動用私刑。不惜透過出賣女超人查到自由使者的身份，但在喬恩、卡拉和妮雅的共同阻止之下，他在動手之際被制伏而入獄。獄中期間徹底墮入黑暗，不久越獄脫逃後拉幫結派組成極英盟，在世界各地肆殺任何反外星人人士，跟嚮往和平的喬恩形成強烈反差。一意孤行的他卻也是冒著一心求死的心態，最後靠不斷地挑釁而成功縱使喬恩失控，被他用火星人神聖的科拉權杖能量擊中而化為灰燼。

### 第五季
- 馬勒菲克·瓊茲（英语：Ma'alefa'ak）（；菲爾·拉瑪飾演及配音[39][註 2]）

喬恩的雙胞胎弟弟，是一位能自由變形、靠投射Q波來操縱住他人意識的綠火星人，童年時屢次失控傷人而被父親和哥哥忍痛囚禁作為保護手段，使他內心黑化投靠白火星人而引發火星內戰，最後被送進幻影區囚禁。直到現今被監視者釋放到地球，但因精神方面無法傷害兄弟，因此屢次襲擊喬恩的其他夥伴。最終落敗的他原本將被送回幻影區，但因莉娜的干預而被秘密傳送至她的實驗室，起初相信她能幫助自己解除精神屏障，將自己的意識操縱能力提供給她，但被莉娜根除邪念後繼續關押。直到喬恩最終找到他，並以精神連結形式求他原諒，使他最終理解家人的苦衷而消除恨意，協助行動局制止莉娜的計劃後被赦免，接受喬恩的提議回去火星加入對抗白火星人的戰局作為贖罪。
- 利維坦（英语：Leviathan (DC Comics)）：一個已存在數萬年的秘密結社，組織高層均是強大外星人，在世界各地都有眼線，行動極為隱秘，世紀以來維護著地球免受侵蝕，卻也是用激進、兇殘的方式進行維護。
  - 瑪格·莫瑞森（Margot Morrison；派蒂·艾倫飾[40]）

利維坦的中層幹部，一名神通廣大的人類老婦人，身為伊芙等組織外圍成員的監管人，會奉命除掉任何試圖暴露組織或搶奪組織財產的人物，也能直接接觸組織的首領。對葛曼妮最為忠誠，一段時間下來幫忙看管所有因白金眼鏡故障而“受困”虛擬世界的用戶，將所有人偷運至一座設置隱形技術的倉庫來掩蓋消息。但因雷克斯間接干預使倉庫被發現，她最後被雷克斯和伊芙親手殺害，導致調查死無對證。
  - 拉摩可汗（英语：Rama Khan）（；米徹·佩勒吉飾[41]）

利維坦的核心幹部兼領袖之一，一位行事野蠻、力大無窮、長生不老的賈漢普星人（Jarhanpur），神話般的人物，具有能夠控制土地、製造自然災害的強大能力。曾經作為賈漢普星的五大領袖之一，母星因內戰覆滅後於中生代時逃至地球；所搭乘的宇宙船成為滅絕恐龍的“隕石”。數萬年來主導過多數重大自然災害[註 3]，如今準備再次重創人類社會，但在國際市促成超級火山爆發前被卡拉、喬恩與叛離組織的安卓莉亞聯手制止，兩度敗逃的他被解除幹部資格。事後，他再次被葛曼妮找回，負責搶奪能殺死女超人的氪石作為贖罪，僅憑一己之力摧毀超自然行動局，但在帶領兩名隨從對抗女超人的陣營時，因布萊尼的破壞而失去永生，最後跟兩名隨從被他吸入收藏瓶中囚禁且變成能量。
  - 葛曼妮／潔瑪·庫伯（英语：Gamemnae）（；卡拉·布歐諾（英语：Cara Buono）飾[41]）

利維坦的核心幹部兼領袖之一，與拉摩可汗同身為賈漢普星人，數萬年前與他一起逃亡至地球。全身是機械構造，擅長運用科技，同時富有野心，從兩度落敗的拉摩可汗手中接下領袖權。是世人眼中的「科技女王」，身為頂尖電腦科學家兼黑曜石企業董事長。經過多元宇宙危機，隨著安卓莉亞對組織的認知被“刷新”，她本人出面擔任安卓莉亞的精神導師。手段比拉摩可汗更加高明，準備透過全球發售的黑曜石技術，將人類騙進能夠隨心所欲、尋找慰藉的虛擬現實世界，最後一舉消滅上線的用戶，再由組織來收拾世界的殘局。但在計劃即將成功的一刻被女超人一行英雄制止，身體裡的永生代碼也被刪除，使狂怒的她現出原型回到母艦上展開最後一搏，但在布萊尼提供的反生命方程式輸入主機之下被徹底終結生命。

### 第六季
- 米奇（；麥特·布蘭飾）

外星罪犯納辛姆·托克的左右手，負責協助托克的偷獵工作。數年前曾跟托克意圖捕捉高中時期的卡拉，但與托克一同被行動局拒捕後囚禁多年，直到十幾年後被雷克斯有意無罪釋放。隨後為謀生而換成人類外表、獨自重操舊業，一度被妮可西找上合作以恢復她的魔法能力。之後即便被妮可西當作棄子，但還是回去協助她逃脫卡拉一行人的圍捕，並有意想透過她來達到目的，從此成為她的幫手而服從她的一切需求。與她的合作關係直到雷克斯·路瑟加入，逐漸發現自己開始失去立足之地，最後醒悟決定不再助紂為虐，改邪歸正而加入女超人一行人的行列，幫忙擊潰妮可西和雷克斯。
- 伊絲梅（Esme；蜜拉·瓊斯飾）

一名活潑可愛、獨具慧眼的迪拉利星（Dryalian）小女孩，能夠模仿身邊外星人超能力，但未學會控制而時常能力失控。起初與喬伊等其他外星孤儿同住在一個群體之家中，受到屋主的武力管制，直到當社工的凱莉暴露屋主的行為而獲得自由，從此憧憬著凱莉而默默支持她。之後好不容易找到願意領養她的夫婦，卻因暴露能力而面臨送回寄養家庭，直到同情她的艾莉絲和凱莉一致決定領養她做女兒，同時受她們指引而開始學會控制住能力。因模仿能力而無意間變成愛情圖騰的新容器，導致她一度被雷克斯和妮可西抓為人質，因與妮可西同病相憐而促成兩人決裂，最後平安回到艾莉絲和凱莉身邊。在艾莉絲和凱莉完婚後持續維持眾人的關係，並由叔叔詹姆斯贈送其父遺留的相機。
- 奧蘭多·戴維斯（Orlando Davis；賈萊爾·斯瓦比飾）

一名澤爾塔星（Zeltarian）移民，富有正義感與責任感，十四歲時父母雙亡後獨自照顧年幼弟弟喬伊。生活潦倒、無人投靠之下被迫以偷竊為生，卻也因此面臨徒刑。坐牢期間參與監外就業計劃卻受腐敗監獄長利用，使用外星能力進行偷盜，所幸被女超人拯救而得以恢復自由之身。雖與弟弟團聚，但出獄後再度面臨無工作、無住所的問題，僅能靠女超人發聲。他孤掌難鳴卻永不放棄的精神受到卡拉和凱莉賞識，之後幸運成為加入市議會的候選之一。之後當全世界受到雷克斯和妮可西互鬥而喪失希望時，只有他站出來鼓舞全體市民不要放棄追逐希望，獲得民眾支持之下帶領所有人抗擊敵人。

## 客串人物

### 第一季
- 瓦托斯（英语：Vartox）（；歐文·約曼飾）

來自羅茲堡的外星暴力罪犯，藏身於地球多年的恐怖份子，策劃艾莉絲在內的飛機墜機過程中遭到卡拉阻止而開始遷怒於她，最後被她擊敗後選擇刺腹自盡。
- 指揮官（The Commander；法倫·泰賀（英语：Faran Tahir）飾）

羅茲堡的囚犯之一，前任氪星軍事指揮官，如今成為諾恩和奧絲特拉的隨從。
- 幼翅蟲（英语：Hellgrammite (comics)）（；賈斯提斯·利克（英语：Justice Leak）飾）

從羅茲堡逃脫的外星逃犯，雙手能夠發射尖銳針刺，以偷盜氯元素來作為食物。起初被奧絲特拉當成引出卡拉出來作戰的誘餌，最後被艾莉絲擊敗後關進行動局。幾年後一度被梅西和奧提斯·葛雷夫絲姐弟劫獄，心靈遭受操縱的情況下襲擊遊樂園，脫離操縱後用針刺殺死葛雷夫絲姐弟，終結他們的暴行後舉手投降。
- 班·克魯爾／核能人（英语：Reactron）（；克里斯·布朗寧（英语：Chris Browning）飾）

超人的敵人之一，認為是超人害死過他的妻子，得知女超人跟超人是親戚關係後，決定殺死女超人來報仇，被卡拉費盡全力擊敗後被警察逮捕。
- 卡特·葛蘭特（Carter Grant；李維·米勒（英语：Levi Miller）飾）

凱特的兒子，是個敏感害羞的男孩。非常崇拜女超人，並在卡拉擔任其保姆時，即發現卡拉是女超人，但最後選擇幫她隱瞞。
- 提歐·莫洛（英语：T. O. Morrow） & 紅色旋風（Dr. T. O. Morrow & Red Tornado；伊多·戈德堡（英语：Iddo Goldberg）飾）

提歐·莫洛：軍方科學家，紅色旋風的創造者，但因實驗失敗而被山姆·蓮恩開除，多年成果也被摒棄。心生不滿的他親自控制紅色旋風製造紛亂，最後執意拒捕而被艾莉絲槍殺身亡。
紅色旋風：由莫洛設計的全能戰鬥型機器人，擁有感知及學習能力，能夠製造龍捲風，在莫洛喪生後產生自我意識而失控，被卡拉以耗盡全力的熱能射線溶解摧毀。
- 凱薩琳·葛蘭特（Katherine Grant；瓊恩·茱麗葉·巴克（英语：Joan Juliet Buck）飾）

凱特的母親，是一位比女兒還要挑剔、重視自身利益的母親，是直到卡拉站出來為凱特說話後才改變想法。
- 哲姆（英语：Jemm）（；查爾斯·哈夫福特（英语：Charles Halford）飾）

外星罪犯，利用頭頂上的鑽石來操控人類的心智，藉由突如其來的地震逃出監禁造成行動局全面封鎖，被漢克與艾莉絲聯手打敗；也是因為他的出現而使艾莉絲得知漢克的真實身份。
- 溫斯洛·肖特／玩具人（英语：Toyman）（；亨利·徹爾尼飾）

瘋狂的犯罪天才，溫的親生父親，能拼湊出大量具有殺傷力的玩具。多年前試圖炸死奪取自己成果的上司，卻被超人抓獲而入獄，曾經一度越獄打算和兒子團圓並重蹈覆轍。但溫不想跟父親同流合污，隨後被問和卡拉聯手抓獲，回到獄中幾年後便在牢獄中辭世。不為人知的是，他死前一度靠意識上傳來將自己的意識保存在數碼世界中；直到幾年過後，一名來自另一宇宙的邪惡溫出現作亂後使他再次現身。但由於意識遭到邪惡溫囚禁，加上他認識到自己的所為讓兒子失望，因此最後決心贖罪而跟邪惡溫同歸於盡，他最後的英勇之舉讓溫徹底消除對他的怨恨。
- 卡麥蓉·雀絲（英语：Chase (comics)）（；艾瑪·考爾菲德（英语：Emma Caulfield）飾）

聯調局女探員，為人嚴肅、毫無暢所欲言，負責追蹤越獄的玩具人。
- 米蘭達·克萊恩（Miranda Crane；塔妮·賽布瑞斯（英语：Tawny Cypress）飾）

美國參議員，希望提出反外星人的提案，後來被白火星人劫為人質時得到女超人的幫助，獲救後徹底改變對外星人的看法。
- 亞當·佛斯特（Adam Foster；布萊克·詹納飾）

凱特的秘密長子，和母親的關係原本很不好，但在卡拉的勸導下才學會接受，並成為卡拉的曖昧對象之一，但和她的感情最終以分手收場。
- 布萊克·詹納在現實中則是梅莉莎·班諾伊的丈夫，直到他們倆在2016年12月下旬時宣佈離婚。

- 比扎羅（Bizarro；荷普·蘿倫飾）

一名由腦死亡的無名氏女子所構造出來、被麥斯親自設計成女超人的複製體，擁有和女超人相反的超能力，遭受麥斯洗腦後將卡拉視為敵人，被卡拉、艾莉絲和詹姆斯聯手制伏後以藥物退回腦死亡狀態。
- 卡爾·德雷普／獄卒大師（英语：List of minor DC Comics characters#Carl Draper）（；傑夫·布蘭森（英语：Jeff Branson）飾）

羅茲堡的獄警，強大又無情，抓捕所有藏在地球上的羅茲堡外星囚犯，最後讓他們受到應有的製裁，在地球上時會偽裝成一個警探。在對多數外星逃犯處以私刑後被卡拉擊敗，手底下一部分罪犯被釋放。
- 詹姆斯·哈柏（Col. James Harper；艾迪·麥克林托克（英语：Eddie McClintock）飾）

美國海軍陸戰隊上校，跟真正的漢克·亨肖為摯友關係，同樣對外星人懷有敵意。在喬恩的外星人身份暴露後和露西一起來到行動局接管控制權，因憎恨著喬恩害死過自己的摯友，準備將其送往他有聯繫的卡德摩斯計劃實驗室。直到被卡拉和露西攔截下來，最後記憶被喬恩清除，且被輕微洗腦而將局長位置讓給露西擔任。
- 瑪克希瑪（英语：Maxima (comics)）（；伊芙·朵芮絲·格雷西飾）

行動局的一位外星犯人，曾經用心靈操縱過超人，在諾恩實施萬劫計劃時一度被受控制的行動局探員釋放，但被卡拉擊敗後關回去。

### 第二季
- 約翰·科本／金屬人（英语：Metallo）（；佛德瑞克·施密特飾，香港配音：陳廷軒）

國際刺客，為雷克斯·路瑟賣命，奉他的命令去刺殺蕾娜卻失敗。因為身中一槍而瀕臨死亡，被莉莉安·路瑟改造成為運用氪石能量的機械身，試圖用氪石找超人和女超人報復卻再度被打敗。入獄不久後得到援助而重獲一顆人造氪石，協助莉莉安逃脫監禁，但未知身體承受不住人造氪石元素而面臨身體爆炸，最後不聽勸告而執意攻擊，在能量爆炸之下而粉身碎骨。
- 維羅妮卡·辛克萊／輪盤女（英语：Roulette (DC Comics)）（；迪辰·拉克曼飾）

滿身刺青的女主人，人脈廣大、想法激進，是一個名副其實的蛇蠍美人。在國際市經營地下搏擊場，專門挑外星人來參與格鬥。
- 魯迪·瓊斯／寄生蟲（英语：Parasite (comics)#Rudy Jones）（；威廉·麥鮑瑟飾）

一位憤世嫉俗、熱愛大自然的科學家，被外星寄生蟲附體後加深他對人類的怨恨，會以吸收他人的生命力為生。在與女超人、守護者和蒙艾的對決中，中女超人的陷阱而吸收過量核原料而自爆身亡。
- 菲利普·卡諾斯基／彈幕者（Phillip Karnowsky / Barrage；小維克多·金科飾）

前美國海豹突擊隊隊員，妻子遭人殺害後開始仇視逃離法律掌控的罪犯，手持機槍為民除害時和身為守護者的詹姆斯處於敵對關係，最後被詹姆斯擊敗而被警察抓獲。
- 伊茜·威廉斯（Izzy Williams；哈莉·奎茵·史密斯飾[43]）

一個被綁架至瑪多利亞星做奴隸販賣的年輕女孩，在失蹤過程中和身為女超人的卡拉相識，最後被她救回地球後和母親團圓。
- 哈莉·奎茵·史密斯是劇集導演凱文·史密斯的女兒。

- 怪傑先生（英语：Mister Mxyzptlk）（；彼得·蓋迪特（英语：Peter Gadiot）[44]→湯瑪斯·雷蒙飾[45]）

一名來自五維空間的小惡魔，擅長惡作劇、扭曲現實，輕輕彈指就能一瞬間心想事成。起初愛上卡拉不肯撒手，想盡辦法想讓她愛上自己，但由於卡拉喜歡的人是蒙艾，最後被卡拉設計、無意間倒寫自己的名字而送回五維空間。幾年後以全新形象再次現身，這次是為償還以前犯過的惡作劇而四處贖罪，因此自願幫卡拉修復與莉娜的友情，即使卡拉最後決定放棄機會，但事後仍然獲得卡拉原諒而徹底解脫。之後因卡拉與同是五維空間小惡魔的妮可西之間的衝突而受牽連，加上自己曾經也背叛過妮可西，因此被她吸入魔法水晶球中作為力量來源，同時幫她找尋七大圖騰的座標。最後隨著水晶球破碎，使他成功脫離妮可西魔掌而返回五維空間，此後繼續默默守護卡拉。
- 傑克·斯菲爾（Jack Spheer；拉胡爾·寇理（英语：Rahul Kohli）飾）

斯菲爾科技總裁，莉娜的前男友，是為醫療使用的生極技術的研發者。後來被自己的財務長貝絲·布林操縱而抹殺過無數證人，最後為了逃離心智操控，被莉娜親手終止體內的納米蟲而喪命。
- 馬庫斯（Marcus；洛尼·查維斯（英语：Lonnie Chavis）飾[46]）

一位來自佛里星的外星小孩，擅長讀心術，和母親與部分族人流亡到地球上。在母親的無意攻擊之下被送至行動局看管，這段期間和同樣失去過父親的詹姆斯產生一點父子情誼，跟詹姆斯的相處使他同樣走出喪父陰影。

### 第三季
- 羅伯特·杜布瓦／血腥運動（英语：Bloodsport (comics)）（；大衛·聖路易斯飾）

國際傭兵兼恐怖分子，擅長偷盜各類軍事武器後自行使用，由摩根·埃吉僱傭來到國際市清空海濱區域。駕駛一架帶有隱形科技的潛水艇襲擊海濱區域時，被女超人連同整架潛艇一同抬起，無路可逃之下被警方收押。
- 蓋兒·馬許／超心理（英语：Psi (comics)）（；雅兒·格洛布格拉斯（英语：Yael Grobglas）飾[32]，香港配音：林元春）

一位能夠迷惑他人大腦的靈媒，會利用每個人心中的最大恐懼來對付敵人，搶完數家銀行後用恐懼征服過卡拉的心靈，但最後被打破恐懼的卡拉打敗並逮捕。之後因為主宰針對罪犯大開殺戒的事情，使她暫時改邪歸正，加入女超人的行列而到羅茲堡抓捕氪星祭司，因為她在任務中的英勇表現，回去行動局監牢時被卡拉贈予特殊優待。
- 奧斯卡·羅達斯（Oscar Rodas；卡洛斯·伯納德飾[47]，香港配音：葉振聲）

瑪姬的父親，墨西哥移民，退休的老警長。多年前因為他作為早期移民的艱苦生長環境，因此無法接受他的女兒身為同性戀而將她趕出家門，至今都無法認同女兒。
- 奧莉維亞（Olivia；蘇菲亞·瓦希里維（英语：Sofia Vassilievay）飾）

科維爾教會裡的一位女信徒，曾經在不慎墜樓時被女超人搭救過，從此加入教會將女超人視為神抵。但後來得知女超人不是神後大受打擊，接管科維爾的教會開始轉去信奉主宰等滅世者，試圖造出屬於她的滅世者。後來才發現自己在玩火自焚，選擇接受女超人的幫助而擺脫精神操控，最後被警方逮捕。
- 肯尼·李（Kenny Li；伊凡·莫→彼得·蘇達索飾）

卡拉和艾莉絲的高中同學，對卡拉有好感，是天文觀測愛好者。用天文望遠鏡目擊到科林斯警長瀆職而被殺害滅口，隨著卡拉和艾莉絲聯手破案而得到平反。而在多元宇宙危機過後，他隨著時間線重啟而並沒有在高中時期被殺，而是陪伴卡拉度完高中學年直到畢業，且知情卡拉的身份而協助他守護家鄉小鎮，儘管高中畢業後沒有跟隨卡拉搬去國際市。
- 羅納德·科林斯（Ronald Collins；大衛·查澤（英语：David Chisum）飾，香港配音：陳欣）

米德維爾鎮的前警長，是卡拉和艾莉絲高中時代的警長，他因參與販毒、甚至槍殺目睹他行徑的卡拉好友肯尼，被卡拉和艾莉絲聯手抓捕後入獄。如今坐牢十年後假釋出獄，並對自己的所為感到懊悔，變成一個借酒澆愁的酒鬼。
- 帕翠莎·艾莉亞斯（Patricia Arias；貝蒂·芭克利（英语：Betty Buckley）飾[48]，香港配音：蔡惠萍）

莎曼珊的養母，當年在她的船艙迫降至自己農田時將她收留並撫養長大。但莎曼珊由於在十六歲時突然懷上女兒露比，只好將她趕出家門獨自生存，如今在她長大後才供述她的真正身世。得知女兒成為肆意殺人的主宰後，開始對她沒有保護好養女的過錯懷有愧疚，試圖喚回女兒意識時被嚴重刺傷，將遺願對女超人交代完後就傷重死去。
- 金達·寇·羅茲（Jindah Kol Rozz；莎拉·道格拉斯（英语：Sarah Douglas (actress)）飾[49]，香港配音：雷碧娜）

一位玷污宗教的氪星祭司，被關入以她命名的羅茲堡作為囚犯之一，知情主宰等滅世者等等詳細資料，當她為卡拉供述一些資訊後，被趕來的主宰用熱射線殺害。
- 道格拉斯曾經在1978年電影《超人》和《超人II》扮演過氪星罪犯厄莎，薩德將軍的隨從之一。

- 瑪麗·麥高恩（Mary McGowan；蘿莉·麥凱佛飾[50]）

溫的親生母親，二十年前棄子並離開家，但實際上是受到丈夫玩具人威脅而無法靠近兒子一步。如今在丈夫死後，得以讓她回到溫的身邊，並進一步協助兒子來彌補一切。
- 賈桂琳·寧博（Jacqueline Nimball；布魯克·史密斯（英语：Brooke Smith）飾）

一位愛上玩具人的女獄警，在玩具人逝世後成為他的繼任者，試圖遵從他的遺願而用危險玩具暗殺溫和其母親瑪麗，最後被他們母子倆擊敗。
- 角色在漫畫原著裡為男性，叫作傑克·寧博（Jack Nimball）

- 譚妮亞（Tanya；內絲塔·庫伯（英语：Nesta Cooper）飾）

一位教師，科維爾教會裡的一位信徒，但在科維爾入獄後看清教會步入黑暗，得知奧莉維亞將會創造一位滅世者後跑去找女超人和詹姆斯求助，最後跟他們合作之下才制止教會的暴行。
- 莎拉·艾克-瓦（英语：Thara Ak-Var）（；伊絲梅·碧安可（英语：Esmé Bianco）飾）

卡拉的兒時玩伴，在氪星毀滅時失去家人，在亞果市裡倖存下來。長大後擔任亞果市的治安官，和回到亞果市的卡拉團聚。
- 薇塔和艾雅拉（Vita and Ayala；蘿絲瑪莉·霍奇希爾德和溫森姆·布朗飾）

隸屬祖魯之女的兩位邪惡祭司，瑟琳娜的兩位隨從，跟她一起實行滅世者哺育計劃，最後同樣跟瑟琳娜一起被抓而帶回亞果市受審。薇塔隨後仍作為人工智能影像保存在孤獨堡壘中，為卡拉解答如何對付五維空間能力。

### 第四季
- 菲歐娜·拜姆（Fiona Byme；蒂雅·辛卡（英语：Tiya Sircar）飾[51]）

一位待人友善的伊克薩諾星人（Ichthanor），具有和喬恩相似的心靈感應能力，從英國搬到國際市交流。在外星人酒吧裡建立一個外星人互助會，和喬恩相識後變成好友，但她很快因為調查自由之子的內幕，使她被自由使者綁架後重傷。受自由使者控制而用心靈操縱住外星逃犯作亂，最後雖然被喬恩和未婚夫曼徹斯特·布萊克救出，但她仍然因為傷勢重而喪命。
- 艾爾·克萊恩（Al Crane；基斯·達拉斯飾）

卡拉一行人常去的外星人地下酒吧（Al's Dive Bar）的老闆，溫柔熱心，時常協助卡拉和喬恩一行夥伴，會在關鍵時刻為外星人同袍或是有需要的人類伸出援手。
- 麥肯錫（Mackenzie；潔咪·麥飾）

凱特企業的一位女記者，她的專欄和文章都受詹姆斯監督，待人雖然熱心，但有時喜歡搞惡作劇。
- 蕾芙（；唐娜·班奈狄克飾）

行動局的一位新進特務，受令於剛當局長的艾莉絲，起初身為少數知情卡拉是女超人的人之一，後來一度被海莉上校費力氣審問，使原本發誓會守口如瓶的她最終說漏嘴。即使後來海莉的記憶被消除，她選擇同樣被喬恩清除相關記憶進行隱瞞。
- 迪恩·佩特賽利（Dean Petrocelli；科比·莫羅（英语：Kirby Morrow）飾）

國際市的一位人類警察，反外星人人士，加入自由使者率領的自由之子，但他時常去酒吧喝酒，因此讓喬恩等人注意到團體存在。他最後被復仇心切的曼徹斯特抓去折磨拷問情報，認為沒有用處後被他槍決身亡。
- 彼得·洛克伍德（Peter Lockwood；山德·貝克利飾[52]）

洛克伍德的父親，經營家族創始的洛克伍德煉鋼廠長達二十年。對外星人沒好感，始終教育兒子要尊重自己是人類的身份。在滅世者攻擊當天，他自願跑入坍塌的煉鋼廠中自盡，以死來讓兒子徹底對外星人喪失同情。
- 湯姆（；史蒂夫·拜爾斯（英语：Steve Byers）飾）

一位和詹姆斯有過交集的自由之子，有家室且富有善心，加入自由之子僅僅是因為恐懼。因為對詹姆斯有恩，且在後來看清自由之子的殘暴，選擇跟詹姆斯為伍而共同制止暴行。
- 伊薇特（Yvette；蘿西·伍德飾）

妮雅的室友，與她同身為跨性別女性，因此有著共同語言且互相照應。個性十分開朗豪放，經常出入夜店與派對來認識他人，並炫耀自己跟夢境者有交際；但並不知道妮雅的英雄身份。但她隨後遭到厭惡跨性別的迫害份子暴力襲擊，作為警告夢境者的手段，即使該迫害份子最後受到應有的制裁，但內心受創的她從此墮入陰沉，遠離社群且與人避不見面。
- 梅芙·納爾（Maeve Nal；漢娜·詹姆斯（英语：Hannah James (actress)）飾[53]）

妮雅的姐姐，曾是妮雅身邊的最棒知己，姐妹的親密關係猶如艾莉絲和卡拉。她夢想能遺傳到家族中的夢境預知超能力，數年來做好充足準備，卻不知道是妹妹妮雅遺傳到。直到母親葬禮時才親眼目擊妮雅獲得能力的實情，雙重打擊導致她因一句得罪的話而與妮雅決裂。即使懊悔自己的言行，但同時導致她被趕出家門，隨後改名換姓成為大學教授。直到幾年後被無意間受夢境指引的妮雅找到而重逢，姐妹倆被迫再次合作尋找藏於夢境領域的夢想圖騰，這次合作讓她們一次撇清對彼此的心意，即使沒有得到妮雅諒解，但仍然被她當作家人看待。
- 伊莎貝·納爾（Isabel Nal；凱特·波頓（英语：Kate Burton (actress)）飾[53]）

妮雅和梅芙的母親，來自納托星（Naltor）的外星女子，年輕時逃亡到地球後跟人類結婚，所擁有的夢境超能力遺傳給次女妮雅。在妮雅準備告知其事實時不慎被毒蜘蛛咬到，去世前最後透過夢境將遺願交付給妮雅。死後化為精神力量守護著妮雅，當她發現妮雅試圖跟心懷不軌的妮可西做交易時，阻止不及且被妮可西的魔法力量召喚回現實一天，把握住一天的時間跟女兒進行最後獨處及指導後消失。
- 莎拉·沃克（Sarah Walker；法蘭索瓦絲·羅伯森（英语：Françoise Robertson）飾）

白宮幕僚長，貝克身邊的重要親信，並為洛克伍德傳遞命令和訊息。而她同時身為雷克斯·路瑟指派的間諜，滲透並監視政府的一舉一動。
- 潘蜜拉·費雷爾／獸女（英语：Menagerie (DC Comics)）（；潔西卡·梅拉茲飾[54]）

一位專搶珠寶的女搶匪，偶然之下跟外星生物結合而獲得強大能力，陸續殺人過程中還洗劫對方財物。受女超人、有關部門與自由之子三方面緝拿後被收押，一度越獄加入布萊克的極英盟，直到被卡拉和妮雅引入陷阱而再度被逮捕。
- 帽匠（英语：List of minor DC Comics characters#The Hat）（；路易斯·小澤·張簡飾[55]）

一位能瞬間移動的外星男子，身體擁有五維空間屬性，戴著一頂能變出各種武器的帽子。跟曼徹斯特是老相識，這次受傳喚而加入他率領的極英盟，最後在跟布萊尼的對戰中失敗而被捕。
- 史蒂夫·羅麥利（Steve Lomeli；威利·賈森（英语：Willie Garson）飾）

前國防部技術員，史崔克島的囚犯之一，但富有正義感，多年前洩漏政府非法機密資料而入獄。身為雷克斯的獄友，但跟雷克斯的罪行毫無瓜葛，即使看不起女超人的作為，但對身為記者的卡拉非常崇拜，因此最後將雷克斯的硬盤交付給她。

### 第五季
- 荷普（；卡莉·瓦爾格倫（英语：Kari Wahlgren）配音）

由莉娜創造的女性人工智能，服從莉娜給予的創始指令，幫莉娜以虛擬現實的方式營造對付女超人的模擬訓練，隨即被莉娜上傳至伊芙的大腦，以伊芙之身服侍莉娜；而在多元宇宙危機後的新世界中並不存在。
- 午夜（英语：Midnight (DC Comics)）（；珍妮佛·奇恩·加史亞飾）

一位能製造黑洞、操縱渦旋的強大外星女罪犯，曾經在火星上與白火星人為伍濫殺無辜，直到被喬恩親手關入幻影區。如今被喬恩的“弟弟”釋放出來對付他，最後被女超人一行夥伴聯手擊敗後關回幻影區。
- 彼特·安德魯斯（Pete Andrews；肖恩·艾斯汀飾）

退伍美軍，凱莉的軍中舊識，在坎大哈駐守過。跟凱莉已有許多年沒見，但一度被馬勒菲克作為冒充對象，騙取凱莉用醫療技術恢復他被禁錮的能力。而本尊後來靠凱莉知悉此事，隨後幫助卡拉和艾莉絲破解有關利維坦的文獻資料。
- 卡洛琳·歐康納（Caroline O'Connor；布蕾亞·聖詹姆斯飾）

前特種部隊指揮官，身上附有來自奧拉費星（Aurafacian）的外星寄生體，而外表像是蜘蛛形狀的紋身，能夠以身體接觸來讓對象受感染至斃命。受僱於利維坦的刺客之一，殺死一位年輕科技富豪引起卡拉一行人注意，她最終被抓獲且吸出體內的寄生體，但還未交代是誰派來就被安卓莉亞以超能力“迅速”刺殺滅口。
- 窒息者（英语：Hangmen (DC Comics)）（；路易莎·奧利維拉（英语：Luisa D'Oliveira）飾）

墨裔刺客，受僱於利維坦的外圍成員，具有操縱空氣的能力。在墨西哥城行刺時受威廉干預而失敗，隨後被女超人抓獲帶回行動局審問，但並不知情組織的任何消息。
- 羅素·羅傑斯／嘶吼者（Russel Rogers / Rip Roar；尼克·薩格飾）

前英國記者，威廉的摯友，跟安卓莉亞是男女朋友關係，於幾年前神秘失蹤而被認定身亡，他的“死”驅使威廉前去國際市調查羅哈斯家族。實際上被利維坦收納操縱住精神，身上被安裝兩條機械手臂來執行暗殺與破壞任務。奉命破壞南極洲冰川湖引起全球災難時被女超人和喬恩制止，被帶回行動局證實身份，最後原本被安卓莉亞違抗組織而救離，但逃離之際仍然遭組織滅口。然而在多元宇宙危機過後，他的身份背景變成一位生物力學工程公司的主席，但因拒絕雷克斯·路瑟收購他的公司後不知下落，導致威廉再度私下調查他的下落。
- 貝納多·羅哈斯（Bernardo Rojas；史蒂芬·鮑爾飾）

安卓莉亞的父親，黑曜石全球企業的總裁兼創始人，長期身在阿根廷經營公司總部。眼裡沒有親情、只有家族事業，而事業上一旦受挫折會變得非常消極，還會產生自殺傾向。對安卓莉亞而言是最重要的親人，也是她不惜為利維坦賣命都要拯救的人。後來公司受入獄的雷克斯牽連而股價暴跌，不惜拿自己的女兒當替死鬼，使安卓莉亞最終覺醒而背離他。
- 艾米·薩菲（Amy Sapphire；卡米莉·蘇利文（英语：Camille Sullivan）飾）

一位單純的葉綠星人（Chlorophyllian）女性，丈夫托德因沉溺於黑曜石技術而無法自拔，最後還以自殺手段告別現實。受雷克斯的幕後引導和資助之下，她變成一名反科技武裝分子，屢次襲擊安卓莉亞來制止她發佈新產品。最後在黑曜石的白金隱形眼鏡即將上線之際決定摧毀系統主機，但被女超人勸阻後才得知這麼做會帶來大災難，因此最終棄械投降而被收押。
- 葛雷格·鮑爾（Gregory Bauer；皮爾森·福德飾）

一名LGBT迫害份子，來自於某個龐大網路仇恨團體，尤其厭惡跨性別人士。為了不讓夢境者繼續以跨性別英雄的身份行動，因此靠網絡交友詐騙的形式針對妮雅的室友伊薇特進行攻擊。他的行為威脅到整個跨性別群體，同時激怒妮雅而險些對他用“以暴制暴”的手段處理。由於被抓時還是不知悔改，因此被妮雅和卡拉交給警察判重刑入獄。
- 理察·貝茨（Richard Bates；傑斯·摩斯飾）

一位參與過黑曜石白金隱形眼鏡測試的用戶，經歷一次有關生物辨識技術的界面故障問題後被利維坦高層帶去診斷。僅兩個月後，沉溺於虛擬世界的他受雷克斯暗中引導，創建一個虛擬現實酷刑室吸引玩家前來參與，隨後破壞其失效安全程序來困住他們，而其中一位受害者則是妻子的外遇對象崔佛。他在虛擬世界的暴行最終被艾莉絲和喬恩聯手制止，但意識仍然困在虛擬現實中無法自拔，被送醫觀察後再度被利維坦偷運至別處看管，來掩蓋產品故障的內幕。而他掉下的病人手環成為破獲倉庫的標記物，即使雷克斯搶在所有人前面查獲倉庫，但也使他回歸現實獲救。
- 崔佛·克萊恩（Trevor Crane；柯賓·布魯飾）

外星人酒吧老闆艾爾的弟弟，原本跟哥哥形影不離，直到後來沉迷於網絡世界後，用黑曜石技術沉浸在虛擬現實世界裡。跟理察·貝茨之妻珍妮佛在網上認識後發生緋聞，因此後來被其丈夫理察騙進他設計的虛擬密室逃生遊戲而受困。最後被艾莉絲和喬恩救出而回歸現實，從此決定在現實世界中投注更多時間和精力。
- 邦妮·沃克（Bonnie Walker；安妮·霍里斯特飾）

一位使用黑曜石白金眼鏡的女用戶，因妹妹被確診癌症末期而用眼鏡走進虛擬世界尋找慰藉，在虛擬世界裡的形象為「寶藏獵人提莉」，還跟艾莉絲結為同伴。由於呆的時間過長以及喪親導致的心靈創傷，使她的認知顛倒而受困在虛擬中，同樣被利維坦運至倉庫保管。但隨著雷克斯有意暴露倉庫，使她與其他受害者最終回歸現實而獲救。

### 第六季
- 薩拉斯·懷特（Silas White；克勞德·諾爾頓飾）

一名來自特蘭西法尼亞星（Transilvanian）的男子，也是一位溫和無害的吸血鬼，長期靠盜取捐血庫作為食物來源，所來自的星球為地球帶來吸血傳說。由於曾試圖拯救困於幻影區的男友，因此被喬恩一行人找上製出拯救卡拉的儀器，然而不慎被魅影族感染而導致局勢一度失控，在危機制止後恢復正常。
- 納辛姆·托克（Naxim Tork；克里斯·威廉·馬丁飾）

外星通緝犯兼偷獵手，專門喜歡搜集一些稀有的外星種族列為收藏，曾在卡拉高中畢業舞會時掀起過混亂。這次因妮雅和布萊尼穿越回過去而導致他即將脫逃，但最後被修正時間線的布萊尼送回監牢後，等著被行動局逮捕收押。
- 喬伊·戴維斯（Joey Davis；奧爾登·史托斯飾）

奧蘭多的弟弟，同是澤爾塔星人，哥哥入獄後被送往群體之家，一度察覺到哥哥在獄中的不好待遇而情緒屢次失控，並由凱莉照料而間接暴露監外就業計劃的黑幕。他同時在群體之家中受到武力管制，迫使凱莉出力協助他擺脫這種生活，最後平安跟哥哥團聚。
- 琴·蘭肯（Jean Rankin；卡莉·麥切特（英语：Kari Matchett）飾）

國際市議員，一名唯利是圖、歧視弱勢群體的政客，意圖強占奧蘭多和喬伊兄弟即將居住的新公寓樓，賣給科技集團作為總部藉以獲利，但在女超人與住戶的聯合發聲之下失去投票權。不甘心之下偶然因妮可西摧毀大樓而得到一部分五維空間的能量，開始濫用這股“心想事成”的力量來以自己的意念重塑城市，即使知情是要透過吸取他人的生命力來驅動。即將摧毀城市時被女超人等一眾英雄聯手制止，最後被革職且交由警方收押。
- 佩姬·畢肖普（Peggy Bishop；艾曼紐·瓦吉兒（英语：Emmanuelle Vaugier）飾）

一名居住在紐芬蘭島的酒吧女老闆，其母曾與莉娜的生母伊莉莎白是摯友，但她同時憎恨於伊莉莎白間接導致自己母親淪為女巫且喪生。艾曼紐·瓦吉兒同時扮演她的已故母親瑪格莉特·畢肖普。
- 佛羅倫絲·艾伯特（Florence Abbot；科琳·威勒飾）

一名隱居在紐芬蘭島地洞中的女巫，莉娜的母親伊莉莎白的摯友之一，因導致意外發生而藏在山洞中。時至今日被調查身世的莉娜找到，對她全盤交代當年的真相以及莉娜自身遺傳的“天賦”，最後將她們流傳的魔法書傳承給莉娜。
- 碧翠絲·拉爾（Dr. Beatrice Lahr；霍莉·德沃（英语：Holly Deveaux）飾）

一名精通電子工程學的女物理學家，試圖開發收集閃電能量的科學儀器，然而因風險度高而不被上司認可且終止研究資金。直到妮可西搶走勇氣圖騰時受到五維能量波及，內心勇氣受增幅而不惜性命完成畢生的成果，意圖強行製造巨大閃電風暴藉以達到實驗效果。最後在圖騰效果解除之下恢復理智，指導女超人制止自己釀造的危機。

## 特別演出
- 凱·艾爾／克拉克·肯特／超人（Kal-El / Clark Kent / Superman；泰勒·霍奇林飾[56][註 4]，香港配音：李鎮然）

氪星人，大都會的守護者，星球日報記者，卡拉的表弟。從小在地球上長大，並在成年後成為英雄，經常對晚一步來到地球的表姐卡拉給予家庭溫暖。在L企業襲擊中暫時來到國際市幫助卡拉，隨後在達薩姆星人進攻過程中一度被銀氪石影響而“敵視”卡拉，被卡拉全力擊敗且喚醒後，認同卡拉的實力其實強過他。此後陪妻子露薏絲住在亞果市，陪伴她生下一子強納森。直到多元宇宙危機結束後，他和露薏絲回到大都會並養有兩個兒子。
- 德魯·薩德／薩德將軍（Dru-Zod / General Zod；馬克·吉本（英语：Mark Gibbon）飾[59]）

來自氪星的強大軍事領袖，超人初始時最強的敵人之一，如今成為超人的手下敗將，僅出現在被銀氪石影響的超人的幻覺裡。
- 露薏絲·蓮恩（Lois Lane；伊莉莎白·圖諾克飾[60][61]）

《星球日報》王牌女記者，克拉克的伴侶，陪他生活在大都會。之後陪他去亞果市期間懷孕，並且在異世界戰役中有著貢獻，戰役過後答應克拉克的求婚而結為伴侶，乃至回亞果市生下兒子強納森。在多元宇宙危機結束、始源地球形成後，她陪克拉克搬回大都會，並同時養有兩個兒子。
- 亞歷山大·喬瑟夫·「雷克斯」·路瑟（Alexander Joseph "Lex" Luthor；喬恩·克萊爾飾[62][63][註 5]）

大都會科技大亨，路瑟企業前總裁，莉娜同父異母的哥哥。聰明絕頂、陰險狡詐的犯罪天才，超人的最大宿敵，靠人脈和權勢操縱黑白兩道，不滿超人備受世人吹捧，一心想證明自己比超人更強。四年前跟超人的對決中落敗後進史崔克島監獄服刑，期間一直在籌劃復仇，偶然得知卡拉的分身存在後開始親近於她，為她灌輸理念而將她塑造成忠於他的“英雄”。他動用關係促進自由使者的暴行，自導自演卡茲尼亞軍隊對美國發動攻擊，隨即背叛並殲滅他們，如願以償地成為美國英雄。但隨著卡拉一行英雄通力合作使他再次全盤皆輸，被莉娜槍殺永絕後患。但死後遺體被監視者回收並復生，作為制止多元宇宙危機的重要一員，有著卓越貢獻的他趁亂改寫現實，在後來形成的始源地球的現世上將自己塑造為英雄，同時擔任行動局最高長官；而世界上僅卡拉、莉娜等部分人士知情原來的真相。屢教不改的他靠長期的安排與計謀意圖成為萬物主宰，然而由於莉娜選擇重新與女超人聯手，使他再次失敗、顏面掃地後送回獄中，對卡拉身份的記憶同時被消除。逃離法律制裁後穿越至三十一世紀未來，與在現世造成危機的未來妮可西成為情侶，然而目睹她陣亡後返回過去協助她邁向成功。然而最終沒有達到目的，在與女超人的戰鬥中徹底落敗，與妮可西共同吸進他自己開啟的幻影區中囚禁餘生。
- 喬恩·克萊爾曾經在1987年電影《超人IV：尋求和平》中飾演過雷克斯的侄子藍尼·路瑟（Lenny Luthor）。

## 綠箭宇宙客串

### 閃電俠
- 貝瑞·艾倫／閃電俠（Barry Allen / Flash；格蘭特·古斯汀飾，香港配音：李致林）

中央市的超級英雄，具有神速力，有著閃電般的行動速度，生活在作為平行宇宙的地球1號。無意間穿越時空來到卡拉等人生活的這座地球38號中，幾度幫助過卡拉擊敗超人類罪犯，和卡拉更是成為默契十足的好夥伴。
- 法蘭西斯科·「西斯科」·拉蒙／震波（英语：Vibe (comics)）（；卡洛斯·瓦德斯（英语：Carlos Valdes (actor)）飾）

中央市星辰實驗室中的機械工程天才，貝瑞的最好朋友兼搭檔之一，和貝瑞一同生活在另外一條平行宇宙中。
- 音樂大師（英语：Music Meister）（；達倫·克里斯飾[65]，香港配音：關令翹）

一個生活在超維度空間中的生物，能夠變成各種形態，還能用眼睛來催眠他人，將貝瑞和卡拉困入他所創造的虛擬世界中，但目的只是想讓他們學會「愛的真理」。
- 達倫·克里斯、格蘭特·古斯汀和梅莉莎·班諾伊都曾經一起出演過音樂喜劇《歡樂合唱團》

- 愛瑞絲·威斯特（英语：Iris West）（；坎蒂絲·帕頓（英语：Candice Patton）飾，香港配音：吳羨婷）

貝瑞從小一起長大的摯友兼初戀，很長一段時間後才知道他的閃電俠身份，並成為他的團隊一份子，如今和貝瑞定下婚約。
- 凱特琳·史諾／冰霜殺手（Caitlin Snow / Killer Frost；丹妮爾·帕娜貝克飾，香港配音：陳琴雲）

星辰實驗室的生物工程天才，貝瑞團隊的重要一份子，但她是雙重人格，一旦恐慌或是被激怒則會釋出她的「冰霜殺手」人格。
- 哈里森·「哈利」·威爾斯（英语：Harrison Wells） & 伊歐柏·索恩／逆閃電（Harrison "Harry" Wells & Eobard Thawne / Reverse-Flash；湯姆·卡瓦納飾，香港配音：招世亮）

哈里森·威爾斯：前中心市科技大亨，星辰實驗室創辦者，由他製造的粒子加速器意外爆炸而造就貝瑞成為閃電俠，即便之前的真實身份為伊歐柏·索恩假扮。但後來，貝瑞等人將地球二號的威爾斯接過來，使他至今留在那裡作為貝瑞的重要導師。
伊歐柏·索恩：一名來自二十二世紀、擁有和閃電俠相似能力的邪惡超音速者，十五年前殺死真正的威爾斯後冒名頂替他的身份，主導粒子加速器意外爆炸事件縱使貝瑞成為閃電俠。他是貝瑞的頭號死敵，還是殺死他母親的真正兇手。
- 喬·威斯特（Joe West；傑西·L·馬丁（英语：Jesse L. Martin）飾，香港配音：馮志輝）

中央市警察，愛瑞絲的父親，將從小喪母的貝瑞撫養長大，於很早以前就得知貝瑞的閃電俠身份，如今祝福他嫁給女兒愛瑞絲。
- 沃利·威斯特／閃電小子（Wally West / Kid Flash；基南·隆斯戴爾飾）

愛瑞絲的弟弟，擁有和貝瑞相似的速度與行動能力，雖然程度較弱，但還是成為貝瑞團隊的重要成員。
- 諾拉·威斯特-艾倫（Nora West-Allen；潔西卡·帕克·肯尼迪（英语：Jessica Parker Kennedy）飾）

一位神秘的女超音速者，起初現身在貝瑞和愛瑞絲的婚禮上當服務生，似乎早就知道貝瑞的英雄身份。隨著劇情走向，她的身份證實是貝瑞和愛瑞絲在未來生下的女兒諾拉。

### 綠箭俠
- 奧利佛·奎恩／綠箭俠（Oliver Queen / Green Arrow；史蒂芬·艾梅爾飾，香港配音：黃啟昌）

星城奎恩工業的公子，曾經是紈絝子弟和花花公子，直到發生船難並困於孤島上五年後才獲救，並徹底洗心革面而接任父親事業，化身英雄「綠箭俠」在城市行俠仗義。
- 史蒂芬·艾梅爾在《地球X大危機》中同時扮演他的邪惡二重身「黑箭俠」（Oliver-X / Dark Arrow）。

- 費莉西蒂·史莫克（Felicity Smoak；艾米莉·貝特·理查茲飾，香港配音：劉惠雲）

超級電腦駭客，原是奎恩企業技術部門的工程師，隨後成為奧利佛的技術支持。和奧利佛的關係越見曖昧，但兩人因在一起發生過多次意外，因此不願承認對奧利佛的愛。
- 約翰·迪格爾（英语：John Diggle (Arrowverse)）（；大衛·萊姆西（英语：David Ramsey）飾）

退伍軍人，奧利佛的摯友之一，起初擔任奧利佛的保鏢，經過和奧利佛多次出生入死後成為他的重要團友，但之後離隊加入天眼局作為實戰特務。
- 萊拉·麥可斯／預言者（英语：Harbinger (DC Comics)）（；奧黛莉·瑪麗·安德森（英语：Audrey Marie Anderson）飾）

迪格爾的妻子，與他同身為天眼局特務，但在多元宇宙危機中被監視者招募，獲得強大力量而奉命穿梭至各個宇宙，招募英雄組建對抗反監視者的團隊。
- 米婭·史莫克（Mia Smoak；凱薩琳·麥克納馬拉飾）

奧利佛和費莉西蒂的親生女兒，出生於2019年，在2040年長大成人後，被監視者帶回2019年參與戰役，得以結識她從未見過的父親。

### 明日傳奇
- 莎拉·蘭斯／白金絲雀（英语：Sara Lance）（；凱蒂·洛茨飾）

明日傳奇團隊的重要成員，曾死而復生並加入刺客聯盟，棄暗投明後加入團隊，目前是「乘波號」的艦長。在參加巴瑞和愛瑞絲婚禮時，和失戀的艾莉絲發生過一夜情。
- 馬丁·史坦／火風暴（Dr. Martin Stein / Firestorm；維克多·賈博飾，香港配音：陳永信）

核物理學家，明日傳奇團隊成員，於中心市的粒子加速器爆炸事件受影響，得到化身為火風暴的能力，身體作為火焰力量來源。
- 傑斐森·「傑斯」·傑克森／火風暴（Jefferson "Jax" Jackson / Firestorm；法蘭茲·德拉梅（英语：Franz Drameh）飾）

汽車技師，明日傳奇團隊成員，作為火風暴的另一半兼主體，和史坦為不可分割的好搭檔。
- 雷·帕爾默／原子俠（Ray Palmer / Atom；布蘭登·勞斯飾）

頂尖物理學家，原是帕爾默科技的執行長，直到喪鐘摧毀他的生活而為自己研發出一件戰服，作用於能將自己身體各個部位變大或縮小，經過一點波折後加入明日傳奇團隊擔任重要成員。
- 布蘭登·勞斯曾經在2006年電影《超人再起》中飾演過超人；而他在綠箭宇宙2019年連動集《無限地球危機》中再次飾演該角，而人物設定取自《天國降臨》的版本。

### 蝙蝠女俠
- 凱特·凱恩／蝙蝠女俠（Kate Kane / Batwoman；露比·蘿絲飾[66][67]）

來自地球一號高譚市的超級英雄，身穿紅髮蝙蝠裝的街頭英雄，和布魯斯·韋恩是表兄妹關係，在他三年前“銷聲匿跡”後幫忙照看韋恩企業以及打擊犯罪。在異世界戰役中跟卡拉、貝瑞和奧利佛相識，一度隱藏身份參加戰局，但跟卡拉互相識出彼此的身份，跟她從此結為重要夥伴，在多元宇宙危機中並肩作戰。

### 異世界（英语：Elseworlds (Arrowverse)）／無限地球危機
- 瑪爾·諾武／監視者（英语：Monitor (comics)） & 莫比烏斯／反監視者（Mar Novu / Monitor & Mobius / Anti-Monitor；拉摩尼卡·蓋瑞特（英语：LaMonica Garrett）飾[68][69]）

監視者：謎一般的外星人，有著無窮的力量，能夠在多元宇宙中來回穿梭。並非邪惡之人，所作所為是想考驗出能夠度過任何艱難考驗的英雄。當他目睹綠箭俠等英雄成功在異世界戰役中力纜狂瀾後，便指引他們參與接下來的多元宇宙危機。
反監視者：監視者的邪惡二重身，來自反物質宇宙，宇宙動亂的真正幕後黑手。妄圖毀滅多元宇宙再將反物質宇宙取代而之，迫使監視者聯合多元宇宙的英雄攜手對付他。
- 約翰·狄根（英语：Doctor Destiny）（；傑瑞米·戴維斯（英语：Jeremy Davies）飾[70]）

高譚市阿卡漢精神病院的瘋狂科學家，來自地球一號，透過監視者所給的《天命之書》（The Book of Destiny）扭曲貝瑞和奧利佛所在的現實。
- 羅傑·海登／心理海盜（英语：Psycho-Pirate）（；鮑勃·費萊瑟（英语：Bob Frazer）飾[71]）

阿卡漢精神病院的一位神秘囚犯，戴著一副金色面具，最後跟入獄的狄根達成共識。
- 諾拉·佛萊斯（英语：Nora Fries）（；卡珊娜·琴·艾梅爾飾[72]）

高譚市罪犯「急凍人」的妻子，一度關在阿卡漢裡作為囚犯之一。
- 卡珊娜·琴·艾梅爾也是綠箭俠扮演者史蒂芬·艾梅爾的妻子。

## 其他
- DC漫畫角色列表

## 備註
1. ↑  本角色在2018年8月1日宣佈要由布蘭特·史賓納扮演[38]，但史賓納在2018年8月21日時因家庭因素而被迫辭演，才改由布魯斯·巴克林納扮演。
2. ↑  角色在第五季前期僅由菲爾·拉瑪配音加上特效完成；其他部分由馬塞羅·瓜德斯飾演童年時期，多米尼克·羅賓森飾演青年時期，而艾莉絲·維吉飾演小女孩形象。
3. ↑  其中有挪亞方舟所記載的大洪水、摧毀龐貝城的維蘇威火山爆發、526年安提阿地震、1931年江淮大水以及1970年波拉气旋。
4. ↑  超人在第一季中一直都沒有露出真正面貌及長相，而丹尼爾·迪馬吉歐扮演卡拉幻象中年幼時的凱·艾爾[57][58]。
5. ↑  在第二季中，少年時期的雷克斯曾經以歷史回放的方式出現，由演員艾登·菲克飾演。[64]

## 外部連結
- 官方网站 （英文）
- 互联网电影数据库（IMDb）上《女超人》的资料（英文）